# Tysklands historia
Tyskland har sitt ursprung i Östfrankiska riket från år 843, vilket blev Tysk-romerska riket då härskaren år 962 även fick den romerska kejsarkronan. Det riket, som mest var ett förbund av relativt fria stater, upplöstes 1806, för att 1815 ersättas av Tyska förbundet. År 1871 bildades Tyska riket, eller Kejsardömet Tyskland, den första egentliga samlade tyska staten, dock utan Österrike som tidigare varit del av det tyska området. Kejsardömet ersattes 1919 av den demokratiska Weimarrepubliken, som 1933 ersattes av ett Nazityskland vars brutala diktatur avslutades i och med andra världskrigets slut 1945. Därpå ockuperades Tyskland av krigets segrarmakter och blev under kalla krigets spänningar delat i Väst- och Östtyskland. År 1990 avvecklades den östtyska staten och området upptogs i den västra Förbundsrepubliken Tyskland.

## Frankerrikets framväxt

Frankerrikets framväxt och slutliga uppdelning

Efter slaget i Teutoburgerskogen år 9 kom Augustus försök att erövra områdena bortom Rhen att stoppas upp. Genom detta kom en viktig kulturell gräns att dras som finns kvar än idag. Områdena på den romerska sidan av Rhen blev latinsktalande, medan de på andra sidan kom att tala germanska språk. I stora drag begränsades romarrikets territorier inom området för dagens Tyskland till delarna väster om Rhen och söder om Donau. Framskjutna områden mellan de båda floderna försvarades med hjälp av gränsbefästningen Limes (det rekonstruerade fortet Saalburg ligger norr om Bad Homburg i Hessen).
Romerska rikets fall började under 300-talet. I Västromerska riket, som uppkommit år 395 i den romerska splittringen, tog de germanska frankerna från början av 400-talet alltmer makten i området för dagens Frankrike. Under den saliske kungen Klodvig I (d. 511) skapades ett enat frankiskt rike, som skulle komma att omfatta det mesta av nuvarande Frankrike, liksom stora delar av nuvarande Tyskland. Klodvig I:s ättlingar Merovingerna hade makten i detta rike tills den övertogs av Karolingerna år 751. Under Karl den store:s tid som kung ((768–)771–814) utökades riket till att omfatta nuvarande Frankrike, Nederländerna, västra Tyskland och norra Italien. Genom en allians med påven gick erövringarna hand i hand med den kristna missionen, och i gengäld lät påven Leo III år 800 kröna Karl den store till romersk kejsare. Han efterträddes av sin son Ludvig den fromme (d. 840).

## Tysk-romerska riket (843–1806)

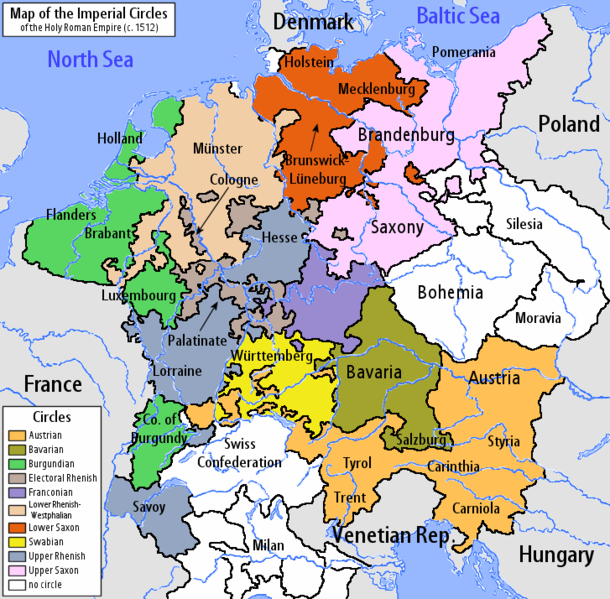
Tysk-romerska riket år 1512

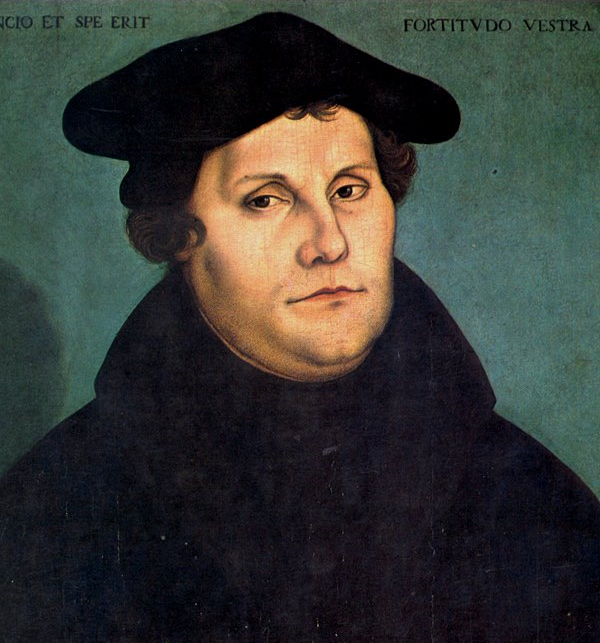
Martin Luther, 1529
Portr. av Lucas Cranach d.ä.

Efter Ludvig den frommes död år 840 utbröt strider mellan hans söner om uppdelningen av riket. Genom fördraget i Verdun 843 delades det frankiska riket i tre delar, där det västfrankiska riket skulle komma att utgöra grunden för Frankrike medan den östfrankiska riket bildade grunden för det senare Tysk-romerska riket. Det mellanliggande riket blev däremot snart uppdelat i ytterligare tre delar, Lotharingia, Burgund och Italien, och plats för territoriella konflikter mellan de större östra och västra rikena.
När den siste kungen av den karolingska dynastin dog 911 blev hertig Konrad av Franken kejsare över den östra riksdelen. Efter att han dog barnlös 918 blev Henrik I av Sachsen kejsare 919. Han kom att bilda en ny dynasti. Hans son Otto I kom att lägga grunden för det Tysk-romerska riket. Han lyckades utvidga rikets maktsfär betydligt och konsolidera inte bara dess makt i Europa utan även sin egen makt gentemot de lokala hertigarna, inte minst i samarbete med kyrkan, som nu utvecklades till en statskyrka. I samband med sina italienska erövringar lät han sig år 962 även krönas med den romerska kejsarkronan av påven Johannes XII. Därmed var han nu kejsare över det Tysk-romerska riket eller egentligen det Heliga romerska riket.
Med Henrik II utslocknade den Sachsiska ätten 1024, och den saliska kungaätten tog över styret. Med Henrik IV inleddes dock en svaghetsperiod för kejsarmakten. Påven lyckades få kejsaren bannlyst 1076, och för att kunna få den upphävd var han tvungen att genomföra den berömda Canossavandringen. Redan tidigare hade de alltmer självständiga hertigarna och markgrevarna gjort riket svårt att hålla samman, och påven kunde spela de olika härskarätterna mot varandra. Efter Henrik V:s död 1125 började ätterna Hohenstaufen och Welf att tävla med varandra om kejsarkronan. Samtidigt nådde under den här perioden Tysk-Romerska riket sin största utbredning.
Under Fredrik II:s tid ökar kaoset, och flera motkungar utropas i konkurrens med kejsaren. Under de perioder kejsaren befinner sig i Italien för att kontrollera de italienska städerna och påven revolterar Tyskland, och när han är i Tyskland ges de italienska städerna och påven fritt spelrum. I takt med att kolonisationen norrut fortsätter hamnar också allt större områden i norr utanför kejsarens kontroll. En livlig missionärs- och korstågsverksamhet hade från 1100-talet utvidgat Brandenburg och senare grevskapet Nordmark. Tyska orden hade i början av 1200-talet börjat göra erövringar i Baltikum, i områden som kom att stå utanför kejsarens kontroll. De tyska köpmännen i Nordtyskland hade också stärkt sin självständiga ställning i gillen, det som 1358 skulle bli Hansan.
Under åren 1254–1273 hade Tysk-romerska riket ingen allmänt erkänd kejsare. År 1273 gavs tronen till Rudolf av Habsburg. Senare, från 1438 skulle Habsburgare komma att inneha kejsartiteln närmast oavbrutet under Tysk-romerska rikets tid.
Reformationen var det som definitivt bröt upp kejsarens makt; i de protestantiska områdena kom kejsarens makt därmed ytterligare att försvagas, och efter 30-åriga kriget var hans herravälde i Nordtyskland knappast ens symboliskt.
I stället är det enskilda tyska furstendömena som ökar sin makt; Hannover, Bayern, Sachsen, men kanske främst Brandenburg och Preussen. Efter Brandenburg och Preussens sammanslagning (personalunion under 1600-talet, samlat kungadöme från 1701) stiger Preussen så småningom fram som en av Tysklands mäktigaste stater.

## Rhenförbundet
Under trycket av Koalitionskrigen från 1792 och framåt (Franska revolutionskrigen och Napoleonkrigen) bestämde 16 tyska stater att grunda Rhenförbundet 1806 under "beskydd" av den franske kejsaren Napoleon vilket betydde slutet för det tysk-romerska riket. Preussen fortsatte kampen mot Napoleon men förlorade stort i slaget vid Jena och Auerstedt och degraderades i fredsfördraget i Tilsit 1807 till en makt av mindre rank. I praktiken blev de tyska staterna mer som franska satellitstater. I ljuset av detta fann den tysk-romerska kejsaren Frans II det för gott att nedlägga kronan och upplösa riket. Han hade dock sett till att 1804 utropa sig till kejsare Frans I av Österrike, och fortsatte som sådan.
Allt fler tyska stater anslöt sig till Rhenförbundet, som varade 1806–1813. Efter det franska nederlaget i slaget vid Leipzig 1813 upplöstes Rhenförbundet för gott.

## Tyska förbundet (1815–1866)

Tyska förbundet (1820).

Det Tyska förbundet var ett år 1815 av Wienkongressen upprättat statsförbund bestående av 41 tyska stater, som ersatte det 1806 upplösta Tysk-romerska riket. Förbundet hade dock inget gemensamt statsöverhuvud eller regering; det enda statsövergripande organet var förbundsförsamlingen (Bundesversammlung), som sammanträdde i Frankfurt am Main men inte hade någon reell makt. I en del tyska stater uppstod grundlagar och parlament, dock inte i Preussen och Österrike. Det politiska klimatet blev tuffare under 1820-talet när fursten Klemens von Metternich (Österrike) drev igenom Karlsbadsbesluten, som bland annat innebar censur av böcker och tidningar samt avskedandet av "revolutionära" lärare. Ekonomiskt tog industrialiseringen fart när tullarna mellan de tyska staterna avskaffades med bildandet av tullföreningen 1834 (dock omfattades Österrike inte). Även byggandet av nya järnvägar satte fart på industrialiseringen. På 1840-talet använde sig fler och fler företag av maskiner vilket ledde till massarbetslöshet. Denna trend förstärktes genom den starka befolkningstillväxten. De följande åren förvandlades den sociala krisen till en politisk kris där olika grupper krävde grundläggande rättigheter.

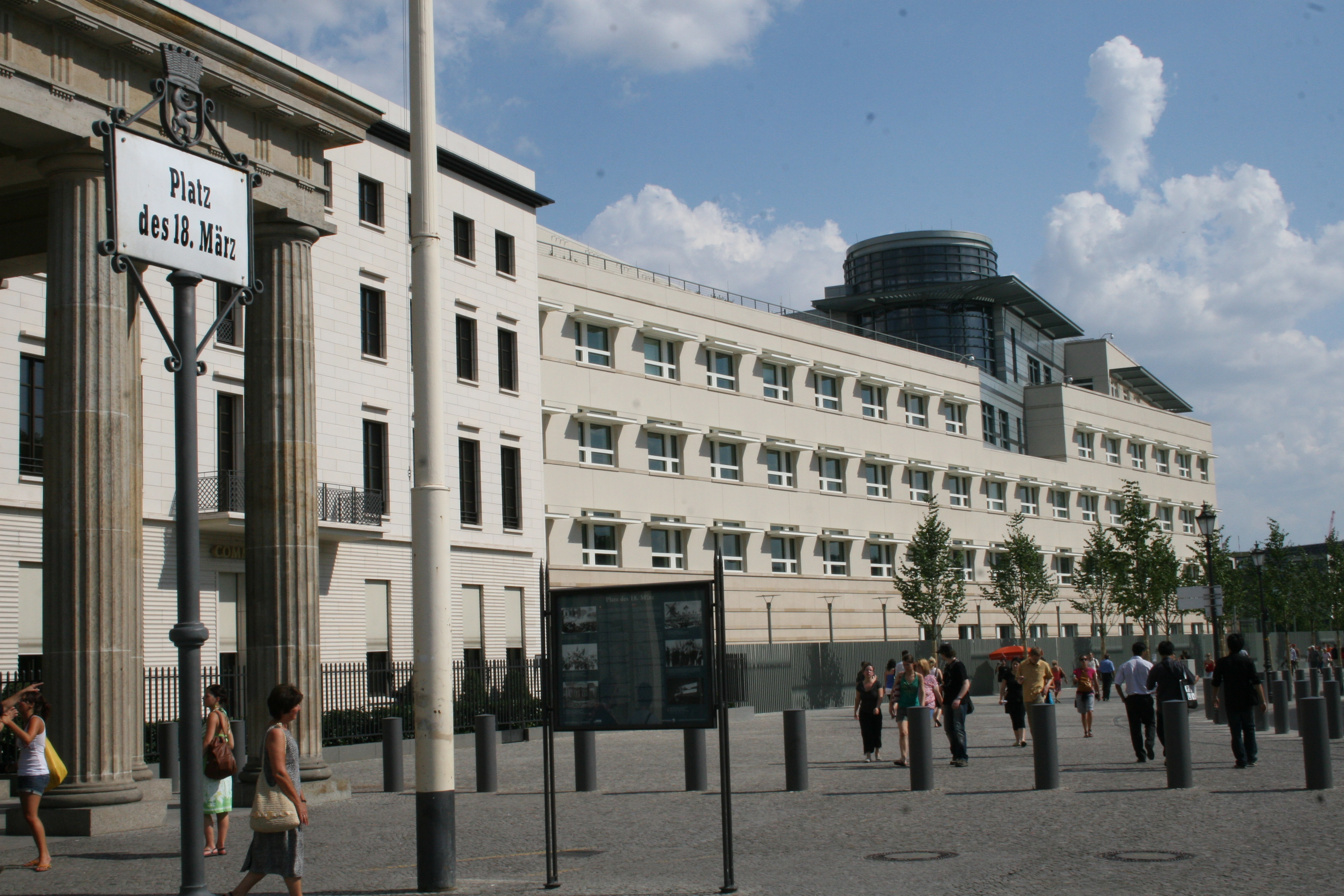
Platz des 18. März utanför Brandenburger Tor i Berlin.

1848 kom det till uppror i hela Europa med början i Italien och Frankrike. Revolutionen spred sig snabbt till Tyskland, med början i sydvästtyska Baden den 1 mars, och den tyska revolutionen går därför ofta under namnet Marsrevolutionen (tyska: Märzrevolution). Som en första konsekvens upphävdes censuren av förbundsdagen i Frankfurt. I mars 1848 blev det uppror i Berlin där kampen mellan folket och militären med drygt 250 offer som följd. Som ett resultat av sammandrabbningar sammankallade kejsaren Fredrik Vilhelm IV en preussisk Nationalförsamling (preussische Nationalversammlung) för att utarbeta en heltysk författning som skulle leda till en tysk nationalstat. Nästa steg blev att förbundsdagen initierade nationalförsamlingen i Frankfurt (Frankfurter Nationalversammlung) som fick i uppgift att skriva en ny grundlag för ett enat Tyskland. Arbetet med grundlagen blev klar i mars 1849 och förslaget var att det nya Tyskland skulle vara en konstitutionell monarki. Men kejsaren Fredrik Vilhelm IV ville enbart erkänna författningen om alla tyska stater (inklusive Österrike) skulle erkänna författningen, vilket inte var fallet. Därmed misslyckades försöket att bilda en tysk enhetsstat. I juni upplöstes parlamentet våldsamt genom armén. Så småningom återställdes den gamla ordningen och flera av de liberala reformer som initierades i Frankfurt drogs tillbaka. Fredrik Vilhelm IV:s död och den därpå följande tronbestigningen av brodern Vilhelm I ledde till en mer liberal utveckling i Preussen. Men ett bra samarbete mellan parlamentet och Vilhelm förvandlades slutligen till en konflikt när Vilhelm ville utöka militären och den liberala majoriteten i parlamentet inte gav sitt stöd för förslaget. När även en upplösning av parlamentet och nyval inte ledde till en annan majoritet i parlamentet kom idén upp att utse Otto von Bismarck till Preussens statsminister (Ministerpräsident). Som ultrakonservativ politiker drev han igenom militärreformen utan parlamentets godkännande, fram till 1866 regerade Bismarck i princip utan parlament. Problemet här var att kungen och parlamentet inte kom överens om militärbudgeten och att den preussiska författningen inte uttalade sig om hur en sådan konflikt skulle lösas. Denna situation tolkade Bismarck som en "lucka i författningen" (Verfassungslücke) och utnyttjade situationen för att driva igenom höjda anslag för militären utan parlamentets stöd.
Preussen hade nu blivit en stormakt med maktambitioner. Förbundet kom så att präglas av Preussens och Österrikes rivalitet, och förbundet upplöstes slutligen 1866, efter det Tyska enhetskriget. Det ersattes av det av Preussen ledda Nordtyska förbundet.

## Nordtyska förbundet (1866–1871)

Nordtyska förbundet 1870.

Bismarcks mål var att skapa en enhetlig nordtysk frihandelszon och att ena Tyskland utan Österrike ("Lilltyska lösningen"). På det sättet fick han de kapitalistiskt sinnade grupperna bakom sig och hoppades samtidigt kunna stärka Preussens makt. Bismarcks regerande utan hänsyn till författning och parlament gjorde att hans politiska stöd var lägre än någonsin våren 1866. Detta ändrades dock dramatiskt under sommaren, efter framgångar i det preussisk-österrikiska kriget. Bismarcks nyvunna popularitet minskade trycket från liberalerna. Bismarck fick nu även en majoritet av liberalerna i det preussiska parlamentet att i efterhand ge ett formellt godkännande av hans regerande utan parlament.
I augusti 1866 bildades det Nordtyska förbundet som bestod av 15 tyska stater i Nordtyskland. Så småningom anslöts alla tyska stater norr om floden Main. Bildandet av ett nordtyskt parlament (Förbundsförsamling)  röstades igenom med knapp majoritet i Preussens parlament, men liberalerna splittrades: de liberaler som stödde Bismarck kallade sig i fortsättningen för Nationalliberalerna. För de var det framförallt den tyska frihandelszonen som lockade. Men Bismarck fick även stöd av de "Frikonservativa". Det nya nordtyska parlamentet kallades numera för "Riksdag" och satt genast igång med att modernisera och förenhetliga det nordtyska förbundet, vilket bidrog till att industrialiseringen tog fart.
Danmarks försök att införliva Schleswig i söder ledde till krig med Preussen 1864 där Bismarck såg chansen att förstora Preussens territorium och att samtidigt säkra Preussens dominans i det tyska förbundet. Efter det tysk-danska kriget kämpade Österrike och Preussen makten i Tyskland. Preussen initierade flera förslag inom förbundet som medvetet skulle provocera Österrike medan Österrike i sin tur inte vill acceptera Preussens dominans i Schleswig. Efter Österrikes mobilisering av armén lämnade Preussen det tyska förbundet i juni 1866. I det följande kriget mellan Preussen och Österrike vann Preussen det avgörande slaget vid Königgrätz i juli 1866. En seger som hade möjliggjorts genom ett nytt gevär som kunde avfyra fler skott i minuten. Med segern över Österrike var Preussens dominans i Tyskland fullbordad.

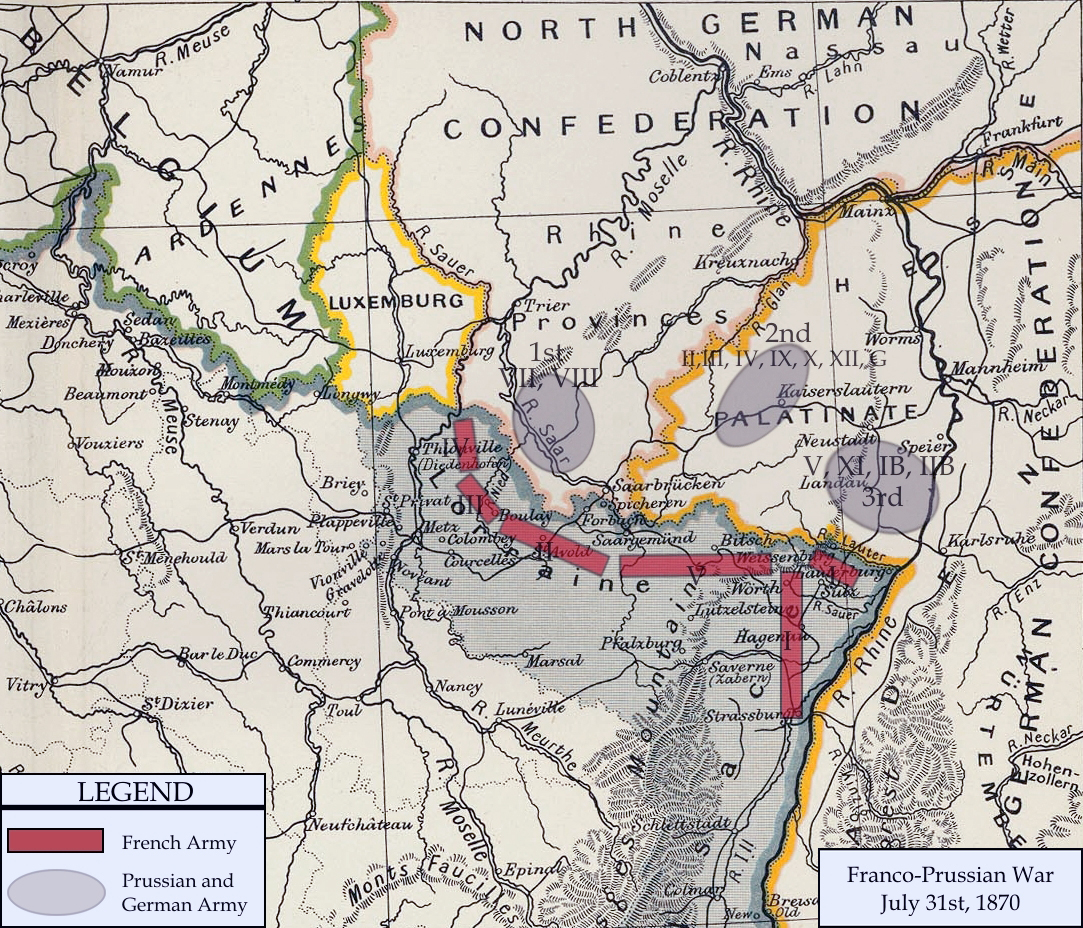
Fronten mellan Frankrike (rött) och tyskarna (grått) vid början av 1870/71 års krig.

Det slutgiltiga steget mot en tysk nationalstat tog sin början i en ömsesidig försvarsallians mellan det Nordtyska förbundet och de sydtyska staterna (Bayern, Württemberg, Baden). När de inrikespolitiska planerna för ett enat Tyskland misslyckades försökte Bismarck att forcera lösningen via ett krig. Ett möte mellan Frankrike och Preussen om den spanska tronföljden utnyttjade Bismarck genom att provocera Frankrike. Provokationen besvarades av Frankrike med en krigsförklaring mot det Nordtyska förbundet. Detta ledde till att de sydtyska staterna förklarade krig mot Frankrike, precis i enlighet med fördraget. Efter segern mot Frankrike uppstod starka nationalistiska rörelser som ville se en tysk enhetsstat. Med detta i ryggen fick Bismarck en bra förhandlingsposition gentemot de sydtyska staterna. För att slutligen övertyga sydtyskarna om att gå med i ett tyskt rike gjordes vissa eftergifter, t.ex. fick Bayern behålla sin egen armé. Även mutor spelade en viss roll där Ludvig II av Bayern fick årligen mellan fyra och fem miljoner mark. När alla stater hade gett sitt godkännande till ett enande av Tyskland kröntes Vilhelm I till tysk kejsare den 18 januari 1871 i Versailles spegelsal i Paris.

## Tyska riket (1871–1945)

### Kejsardömet Tyskland (1871–1918)

Tyska Kejsardömet 1871–1918.

Den 18 januari 1871 grundades det tyska kejsarriket i Versailles (Paris) efter att Preussen hade besegrat Frankrike. Kejsardömet, Tyska riket (tyska: Deutsches Reich) existerade fram till den 9 november 1918. Riket var en förbundsstat bestående av fyra kungariken, sex storhertigdömen, fem hertigdömen, sju furstendömen och tre fria städer. Därtill kom det så kallade ”rikslandet” Elsass-Lothringen som erövrats från Frankrike under kriget. Kejsardömet hade utropats direkt efter kriget med den preussiske kungen Vilhelm I som kejsare. Det blev med sin stora befolkning och snabba tillväxt en stormakt i Europa. Krigsskadeståndet från Frankrike på fem miljarder franc användes för att bygga ut infrastrukturen i Tyskland vilket påskyndade landets industrialisering.

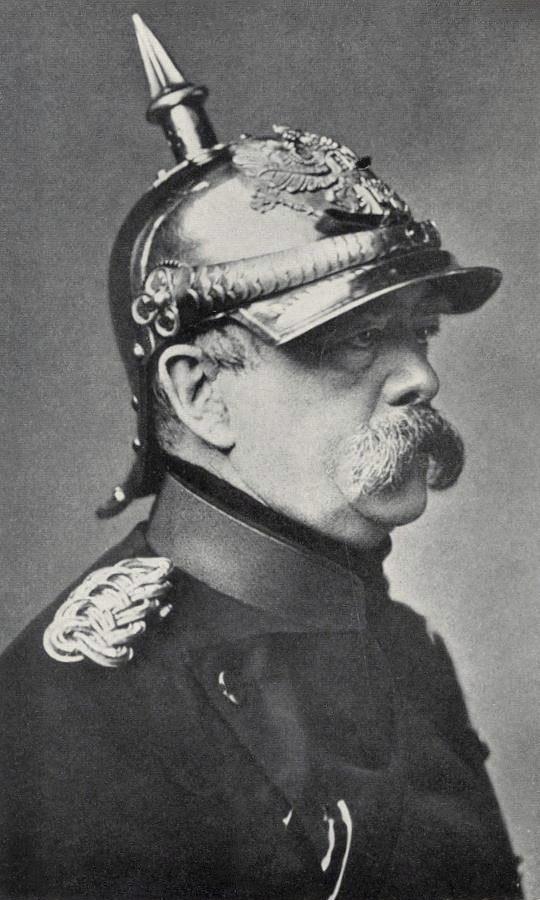
Otto von Bismarck
Rikskansler 1871–1890

Valen till Riksdagen skedde i jämlika val där alla män förfogade över en röst. Man använde sig dock inte av ett proportionellt valsystem utan av majoritetsval där varje valkrets röstade fram var sin politiker till Riksdagen.
Bismarck drev, till liberalernas besvikelse, en alltmer konservativ politik inklusive en så kallad "Kulturkampf" mot den katolska kyrkan. "Kanslerparagrafen" förbjöd kyrkan att ta ställning i politiska frågor. Vidare spärrades de statliga bidragen till kyrkan som numera förknippades med en särskild statlig prövning för att få bidrag igen.
Även arbetarrörelsen motarbetades. Efter två attentat mot Kejsaren Vilhelm I utnyttjade Bismarck situationen genom att förbjuda socialdemokraterna. Riksdagen upplöstes och med den nya konservativa majoriteten i parlamentet genomdrevs "socialistlagen" år 1878, där möten och skrifter av socialdemokratisk och socialistisk natur och offentlig socialistisk agitation i allmänhet förbjöds. Bismarck var emellertid angelägen om att kombinera socialistlagen med ett socialt lagstiftningsarbete, varigenom han hoppades kunna bryta udden av den spirande arbetarrörelsen. Bismarcks politik lyckades inte bekämpa socialdemokratin, i valet till Riksdagen 1884 fördubblades antalet mandat för socialdemokraterna,  1889 blev de största partiet i riksdagen.

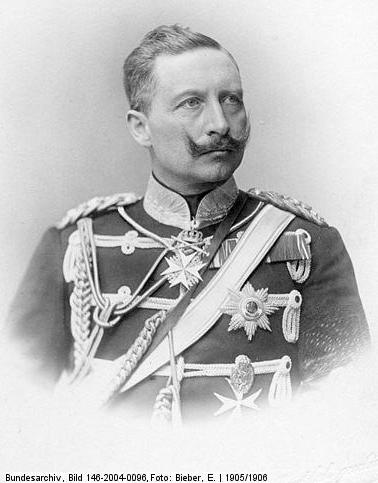
Kejsaren Vilhelm II.

Under den nye kejsaren Vilhelm II hade Bismarck allt svårare att driva igenom sin fientliga politik mot socialdemokraterna. Den huvudsakliga konflikten bestod i att Bismarck ville förlänga socialistlagen (se ovan) medan Vilhelm II ville närma sig både arbetarklassen och socialdemokratin. Kejsaren förbättrade arbetarskyddslagstiftningen utan att samråda med rikskanslern vilket försvagade Bismarcks position. När riksdagen dessutom inte förlängde socialistlagen och socialdemokraterna blev största partiet i riksdagen avskedades Bismarck av Vilhelm II. Därefter drog Bismarck sig tillbaka från politiken, med viss bitterhet över det sätt på vilket han hade tvingats avgå. Han avled 30 juli 1898.
I ett ytterligare försök att minska de inrikespolitiska spänningarna, började riksdagen nu propagera för en kraftfull utrikespolitik med expansiva, imperialistiska mål. Den nya "världspolitikens" effekt blev att den stärkte de konservativas maktanspråk med nationalistiska paroller, isolerade Tyskland i internationell politik och samlade de konkurrerande stormakterna Storbritannien, Frankrike och Ryssland mot landet.

#### "En plats i solen"

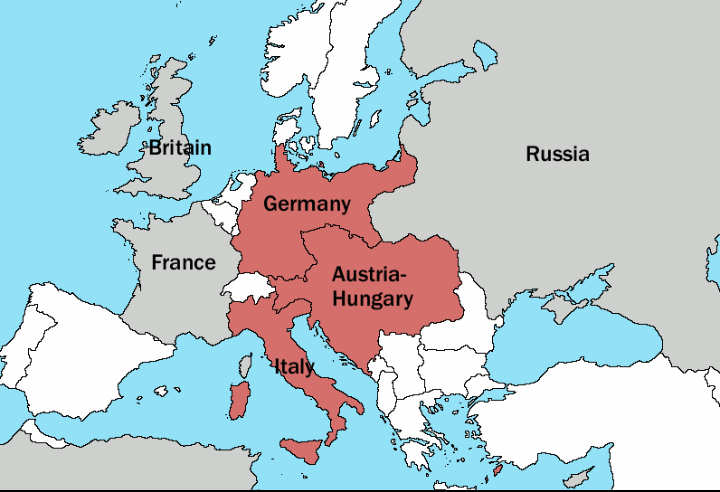
Allianserna före första världskriget.

Den nye kejsaren Vilhelm II började också en fas av expansion och maktpolitik. Sedan mitten av 1890-talet gjorde Tyskland anspråk på en "Plats i solen" vilket betydde att man ville vara en maktfaktor i världspolitiken. I början av 1900-talet visade det sig mer och mer att Tyskland hade isolerats. För det första kom Frankrike och England överens om kolonierna vilket i förlängningen innebar en allians mellan båda länderna mot Tyskland. I den första Marockokrisen blev det tydligt att Tyskland var isolerat; det franska förslaget samlade diplomater från olika länder bakom sig. Det tyska "flottprogrammet" ledde till allt sämre relationer med England eftersom världsimperiet kände sig hotat av den växande tyska flottan. Sedan 1906 byggde Storbritannien därför stora slagskepp, så kallade Dreadnoughts. Dessutom ingick landet en allians med Ryssland vilket nu innebar att Storbritannien, Frankrike och Ryssland stod tillsammans mot Tyskland. I denna situation blev Tyskland ännu mer beroende av sin enda kvarvarande bundsförvant Österrike-Ungern. Den tyske rikskanslern Bülow anklagade de andra stormakter för en omringning (Einkreisung) av Tyskland, fastän det var den egna politiken som hade lett till denna situation.

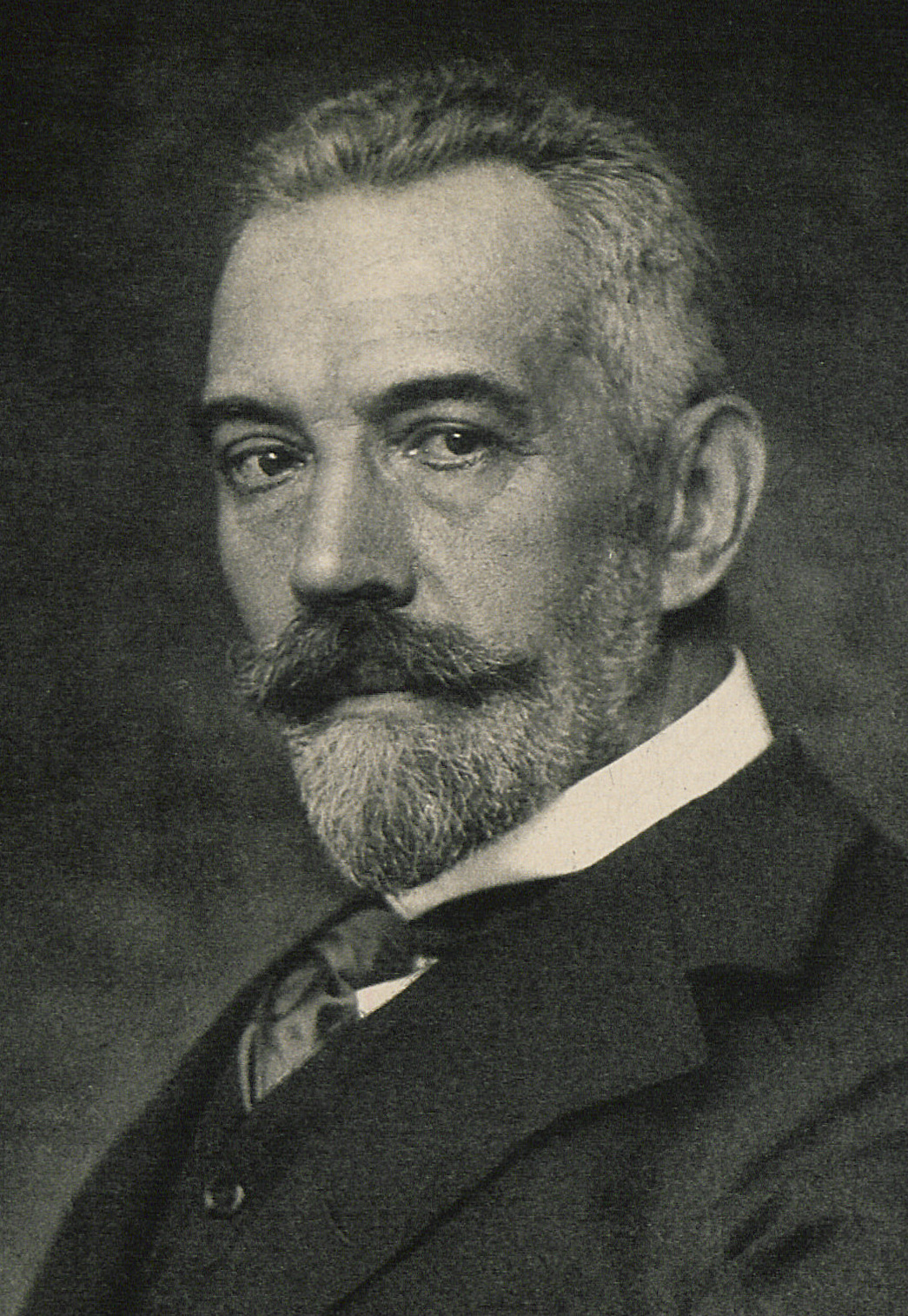
Theobald von Bethmann Hollweg.

Efter Bülows avgång blev Theobald von Bethmann Hollweg ny rikskansler. Flera gånger försökte han att förbättra relationerna med England, utan framgång. Rikskanslerns misslyckande berodde främst på att andra inflytelserika krafter (till exempel marinministern Tirpitz) ville just satsa på att förstora flottan. Därmed bestod motsättningen med England. Kejsaren Vilhelm II drog därför slutsatsen att Tyskland måste förberedda sig på ett stort krig, vilket han förklarade på en träff med de viktigaste militära ledarna den 8 december 1912. Konferensen var en tydlig signal att man var beredd att föra ett preventivkrig, det vill säga att börja ett krig så länge man ansåg att det gick att vinna.

#### Julikrisen
Sedan våren 1914 yttrade generalstabschefen von Moltke om och igen att ett krig mot Ryssland vore bättre ju tidigare det började. Efter attentatet mot den österrikiske tronföljaren Franz Ferdinand var Österrike-Ungern fast beslutna att agera hårt mot Serbien. Tysklands beslut att ge Österrike-Ungern ett "carte blanche", det vill säga att stödja dem i deras agerande mot Serbien oavsett vilka konsekvenserna blev, ökade krigsrisken avsevärt. På så sätt är det passande att beskriva den tyska politiken som en "flykt framåt" (historikern Wolfgang Mommsen) respektive att tala om ett "språng in i mörkret" som rikskanslern Theobald Bethmann-Hollweg uttryckte det.

#### Första världskriget

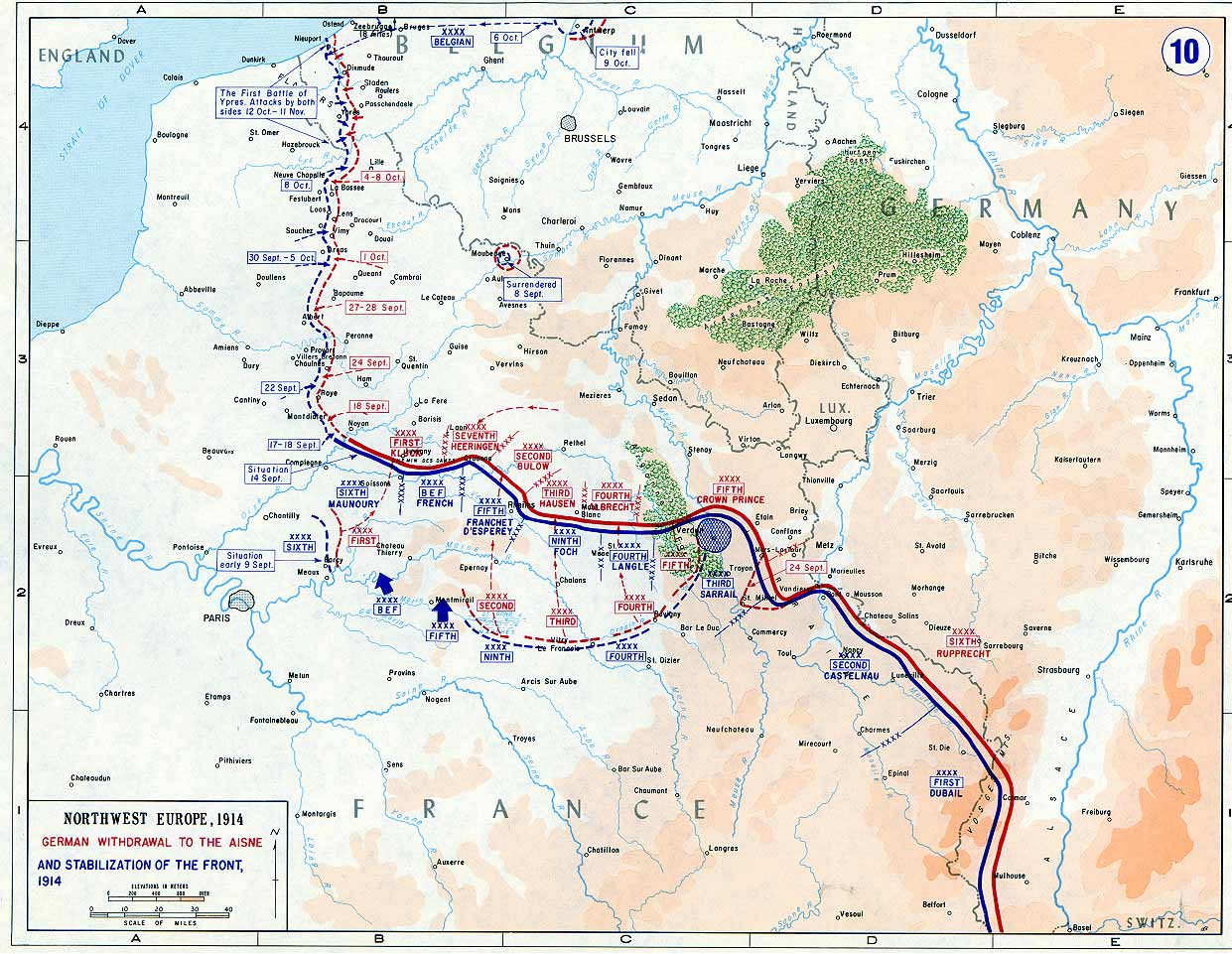
Västfronten hösten 1914.

När Österrike-Ungern förklarade krig mot Serbien den 28 juli mobiliserade Ryssland sin armé vilket i sin tur ledde till att Tyskland förklarade krig mot Ryssland och Frankrike. När Tyskland överföll Belgien trots att landet var neutralt förklarade Storbritannien krig mot Tyskland den 4 augusti 1914. I Reichstag ställde sig alla partier bakom kejsaren och beviljade krigskrediterna (Burgfrieden [borgfred]). Krigseuforin i augusti 1914 gav snabbt vika för förskräckelsen över krigets realitet. Planen att omringa den franska armén via Belgien gick inte i uppfyllelse när fransmännen stoppade tyskarna vid floden Marne utanför Paris. Därmed fastnade striderna i ett skyttegravskrig där fronten i stort sett stelnade och många soldater offrades för små erövringar. Enbart slaget vid Verdun krävde 750 000 offer på båda sidor. På östfronten upplevde den tyska armén en rad nederlag som förbyttes till segrar som slutligen ledde till den ryska frontens sammanbrott och freden i Brest-Litovsk våren 1918 där Ryssland fick acceptera förlusten av stora landområden. Även utan Ryssland som motståndare förbättrades Tysklands situation inte avsevärt. Den desperata situationen föranledde den tyska ledningen att satsa på ett oinskränkt ubåtskrig mot England vilket hotade USA:s handel som därför förklarade krig mot Tyskland våren 1917. Därmed skiftade balansen till Frankrikes och Storbritanniens fördel på ett avgörande sätt. Den hopplösa situationen på västfronten, de stigande dödstalen och befolkningens bristande försörjning ledde till massiva protester i Tyskland i januari 1918. Kejsare och rikskansler mötte protesterna genom att ge riksdagen makten att utse rikskanslern och därmed införa en parlamentarisk monarki, men reformerna kom försent. I kombination med att den militära ledningen ansökte om vapenvila på västfronten började matroserna att revoltera öppet när de fick order om att utkämpa ett sista slag mot den brittiska flottan oktober 1918. Matrosernas myteri förvandlades till en revolution som snabbt spred sig i hela Tyskland. Vilhelm II abdikerade och flydde till Nederländerna. Den 9 november utropades den tyska republiken, den 11 november 1918 undertecknades vapenvilan.

### Weimarrepubliken (1919–1933)

Tysklands förluster efter kriget.

Den närmaste tiden efter första världskriget var kaotisk, med stora sociala motsättningar och revolter, men den 11 augusti 1919 utropades Weimarrepubliken, den första tyska författningen med parlamentarisk demokrati.
Den ekonomiska situationen var fortsatt mycket svår. Tyskland hade finansierat kriget genom att ta lån. Dessutom hade uppstått stora kostnader på grund av krigets konsekvenser. När Tyskland inte längre kunde betala krigsskadeståndet ockuperade Frankrike och Belgien Ruhrområdet, vilket besvarades genom en generalstrejk bland arbetarna i området som fick sin lön via statliga bidrag. Eftersom riket egentligen inte hade den ekonomiska kapaciteten för dessa åtaganden trycktes det upp mer pengar vilket ledde till en hyperinflation där ett belopp på 100 000 mark i juni 1914 hade ett värde på 1,19 mark i juli 1923. En viktig konsekvens blev att medelklassens sparade pengar hade blivit värdelösa på grund av inflationen vilket skapade ett stort misstroende mot Weimarrepubliken. Staten å andra sidan hade på ett bräde blivit av med krigslånen vars nominella belopp på cirka 164 miljarder efter 1923 hade ett rejält värde på några ören. I denna turbulenta situation försökte Adolf Hitler sin ölkällarkupp i München den 8 november 1923 som slutade med att polisen upplöste demonstrationståget, trots att den gamla armégeneralen Ludendorff stödde Hitlers kuppförsök.

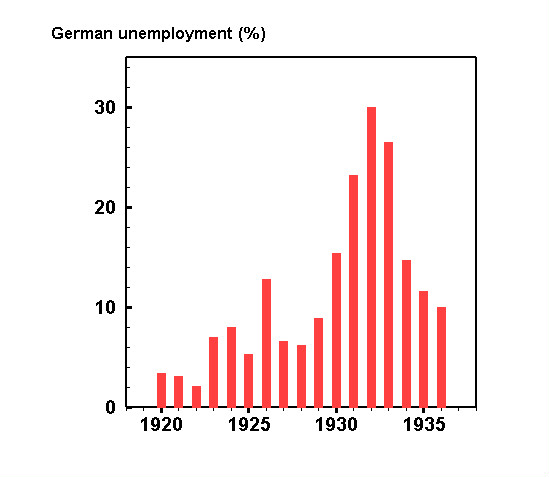
Andelen arbetslösa 1920–1935.

Sedan 1924 förbättrades situationen genom Dawesplanens överenskommelse med segrarmakterna om krigsskadeståndens avbetalning. Dessutom hjälpte lån från USA att stimulera ekonomin. Tyskland upplevde några år av ekonomisk framgång och framtidstro; industrin och kulturlivet kunde ett tag blomstra under de så kallade Goldenen Zwanziger. Trots det förblev arbetslösheten med cirka två miljoner på en ganska hög nivå. Även vissa sociala reformer som införandet av a-kassan 1927 lugnade den politiska situationen. Men sommaren 1928 ledde oenighet om just a-kassans finansiering till att den stora koalitionen sprack. Heinrich Brüning (Zentrum) utsågs till rikskansler och bildade en minoritetsregering som bedrev sin politik med hjälp av presidentens nödförordningar. Regeringen regerade i princip utan parlament. När inflytelserika kretsar övertygade Hindenburg att bilda en regering helt utan parlamentets stöd avlöstes Brüning och först von Papen och sedan von Schleicher blev rikskansler några månader var. Den 30 januari 1933 utsåg Hindenburg Hitler till rikskansler, von Papen fick posten som vicekansler.

### Nazityskland (1933–1945)
Nazityskland kallas den period i tyska rikets historia då landet leddes av Adolf Hitler och Nationalsocialistiska tyska arbetarepartiet (NSDAP) som en enpartistat, under åren 1933 till 1945.

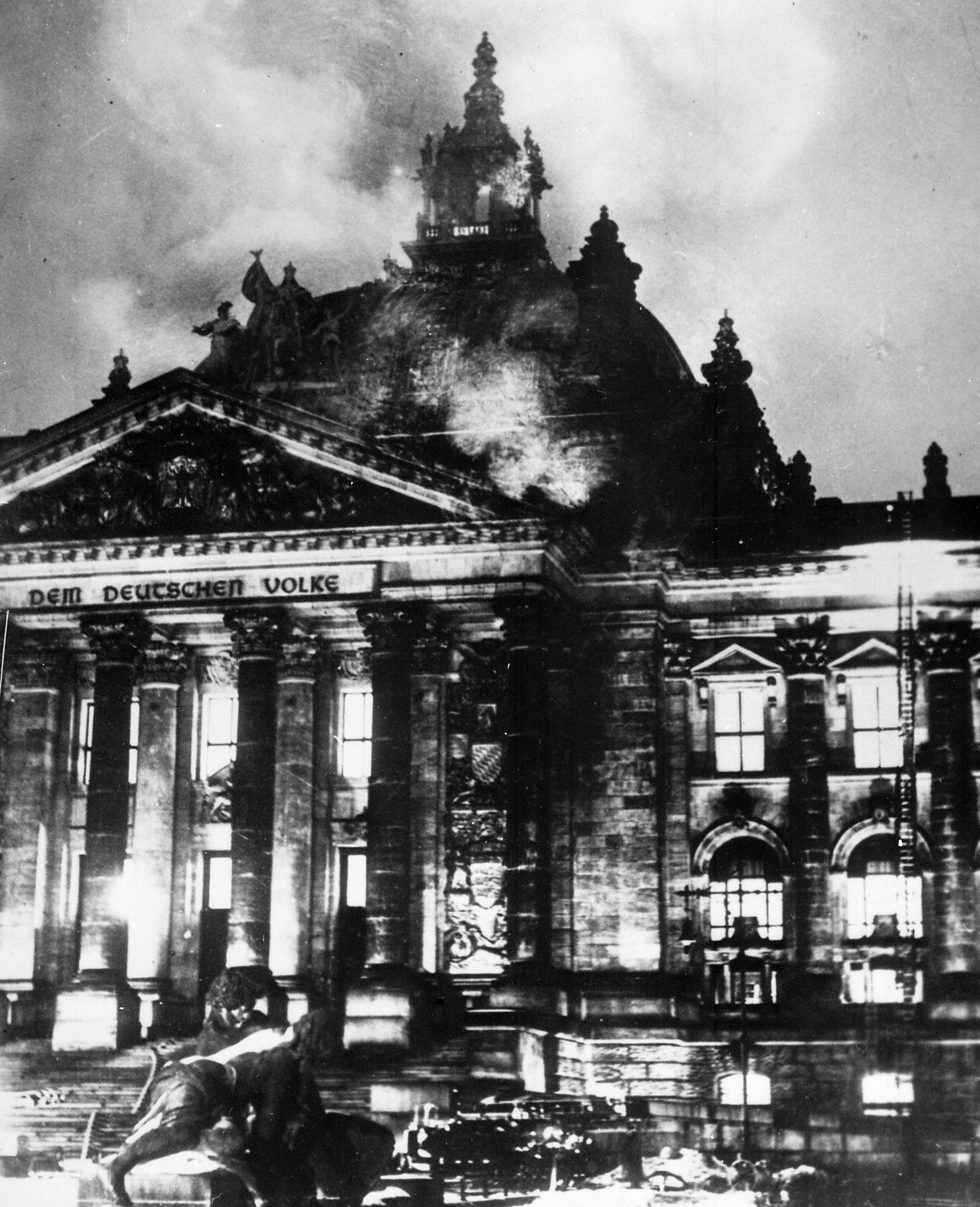
Riksdagsbranden utnyttjas av nazisterna för att befästa makten.

Den 30 januari 1933 utses Hitler till Rikskansler och han lyckas snabbt efter maktövertagandet etablera en enpartistat och diktatur. Riksdagsbranden (Reichstagsbrand) den 27 februari användes för att arrestera politiska motståndare. Med Fullmaktslagen (Ermächtigungsgesetz) den 23 mars fick Hitler och hans regering möjligheten att stifta lagar (även författningsändrande lagar) utan Riksdagens godkännande. Därmed koncentrerades makten hos regeringen och lade grunden för att bygga upp diktaturen. I maj 1933 ägde bokförbränningen (Bücherverbrennung) rum där oönskade böcker (av till exempel kommunister, socialdemokrater, judar, och så vidare) brändes. Sedan juli 1933 var det förbjudet att bilda nya partier, därmed var enpartidiktaturen ett faktum. När chefen för SS, Heinrich Himmler, även blev chef för Gestapo. Därmed fick SS ett mycket större inflytande. I augusti 1934 dog president Hindenburg, Hitler förenade presidentämbetet och rikskanslerämbetet i en och samma person och kallade sig för "Führer". Armén (Reichswehr) svor eden numera på Hitler personligen. Samtidigt hade delstaternas makt upphävts och makten hade centraliserats hos regeringen som använde sin makt för ett hänsynslöst förtryck mot oliktänkande. Propagandistiska upptåg som partidagarna i Nürnberg bidrog till att göra folk blinda för nationalsocialismens avigsidor. Medan NS-propagandan oavbrutet pratade om "Volksgemeinschaft" (folkgemenskap) såg realiteten annorlunda ut: genom lagar och förordningar begränsades utrymmet för de som inte ansågs passa in i gemenskapen som exempelvis homosexuella, romer, judar, och så vidare Förutom lagstiftning användes koncentrationsläger för att utöva förtrycket. Det första lägret var Dachau i Nordbayern som upprättades redan den 22 mars 1933.

#### Andra världskriget

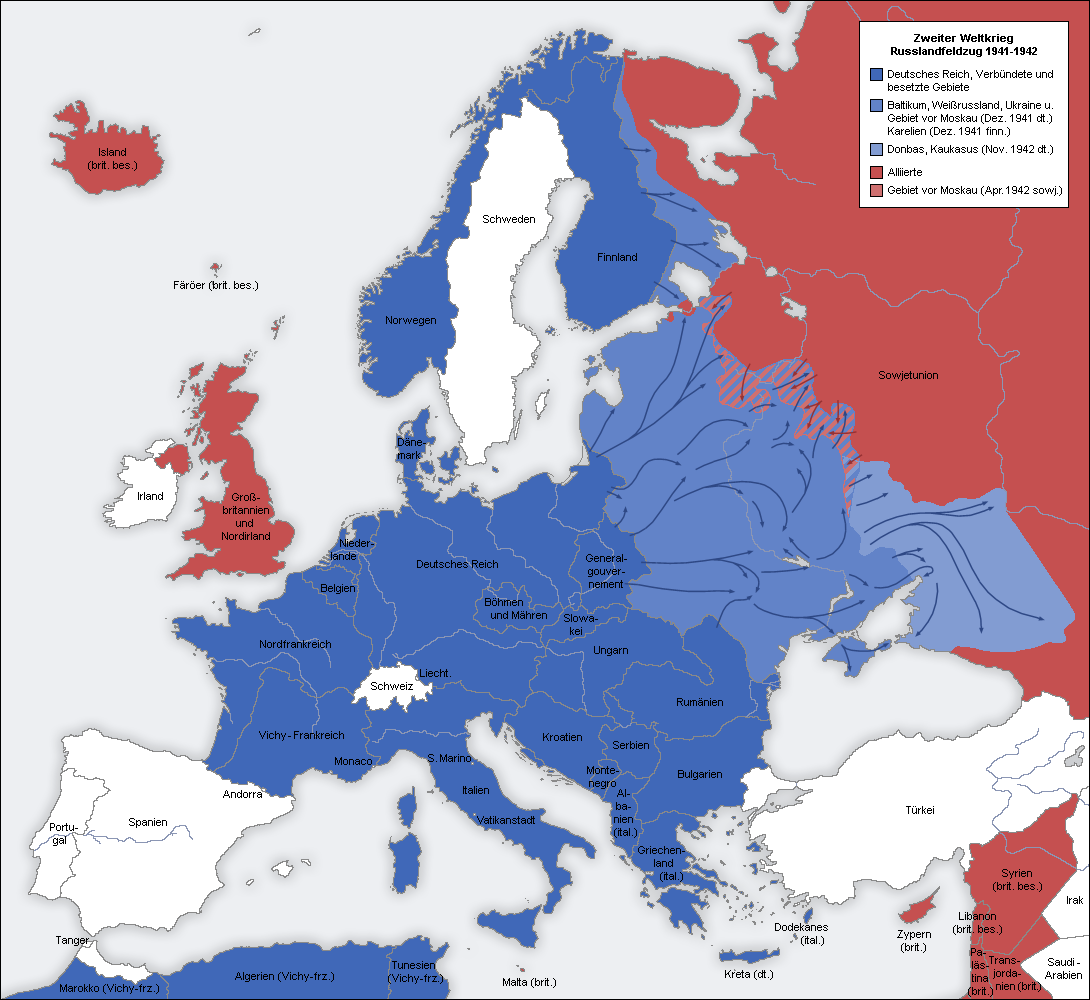
1942 nådde Tyskland sin största expansion.

Ganska snabbt efter maktövertagandet ogiltigförklarades Versaillesfördraget av Tyskland. Därmed blev vägen fri för en ohämmad upprustning. I enlighet med det förklarade Hitler vid olika tillfällen att Tyskland skulle vara krigsberedd om några år. Den första territoriella expansionen skedde i det tyskvänliga Österrike som blev en del av Tyskland den 12 mars 1938. Tjeckoslovakien tvingades avträda Sudetlandet till Tyskland den 30 september 1938. Tysklands invasion av Polen den 1 september 1939 blev startskottet för andra världskriget. Efter invasionen av Polen förklarade Storbritannien och Frankrike krig mot Tyskland den 3 september 1939. Under kriget erövrade och ockuperade Tyskland stora områden både i Europa och Nordafrika. Nazisterna förföljde och mördade miljontals judar och andra minoriteter i Förintelsens slutgiltiga lösning. Trots alliansen med andra nationer, främst Italien och Japan, besegrades Tyskland 1945 och ockuperades av de fyra allierade länderna Frankrike, Sovjetunionen, Storbritannien och USA.

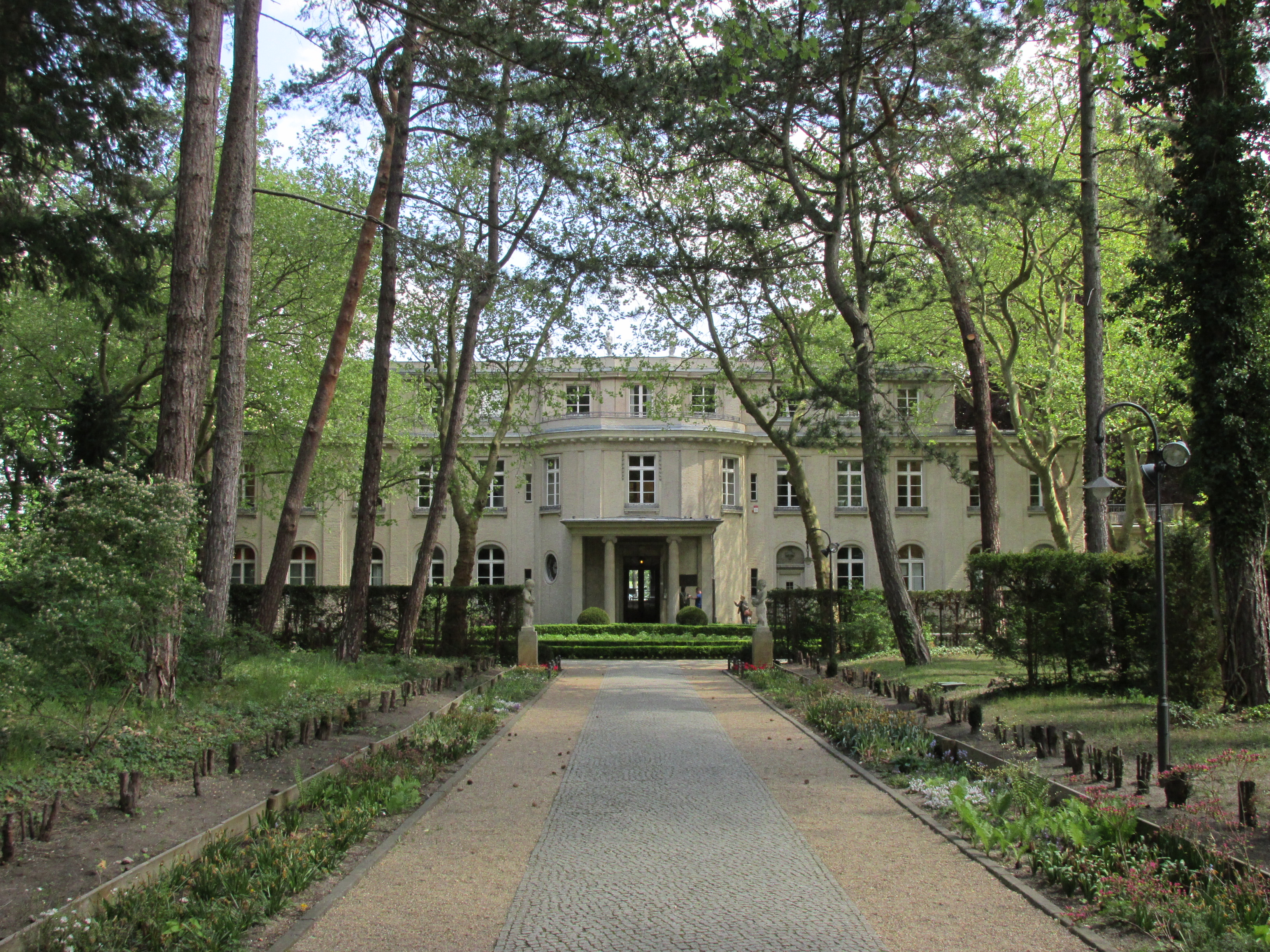
Wannseekonferens hus i Berlin.

#### Förintelsen
Redan den 1 april 1933 började diskrimineringen av judarna. Sedan april krävdes Arierbeviset (Ariernachweis) för alla tjänstemän vilket betydde att judarna inte längre kunde få tjänstemannastatus, undantaget de som hade deltagit i första världskriget på Tysklands sida. I och med Nürnberglagarna 1935 blev det illegalt för arier att gifta sig med judar. Under kristallnatten november 1938 dödades ett okänt antal judar och flera tusen hamnade i koncentrationsläger. Den slutgiltiga lösningen (Endlösung der Judenfrage) bestämdes på Wannseekonferensen den 20 januari 1942 i stadsdelen Wannsee i Berlin. I koncentrations- och förintelselägren mördades cirka sex miljoner människor, varav cirka 1,4 miljoner i Auschitz-Birkenau.

## Den allierade ockupationen 1945–1949

Tyskland 1947, ockuperat, delat och annekterat

### Tysklands delning
Efter andra världskriget ockuperades Tyskland av de segrande makterna. På konferensen i Jalta den 4–11 februari 1945 bestämdes efterkrigsordningen. Landet delades in i de amerikanska, brittiska och franska ockupationszonerna, samt den sovjetiska ockupationszonen.
Den centrala frågan för tysk del var dragningen av Oder-Neisse-linjen, den tysk-polska gränsdragningen efter kriget. De tyska "Ostgebiete" (områdena öster om floden Oder) ställdes under polsk och sovjetisk förvaltning (den slutliga gränsdragningen skulle vänta tills ett fredsavtal kunde träffas med Tyskland). 14 miljoner tyskar flydde respektive fördrevs från dessa områden, varav den största gruppen på cirka 24 % hamnade i den sovjetiska ockupationszonen. 2 miljoner överlevde inte flykt och fördrivning (se Fördrivningen av tyskar efter andra världskriget).

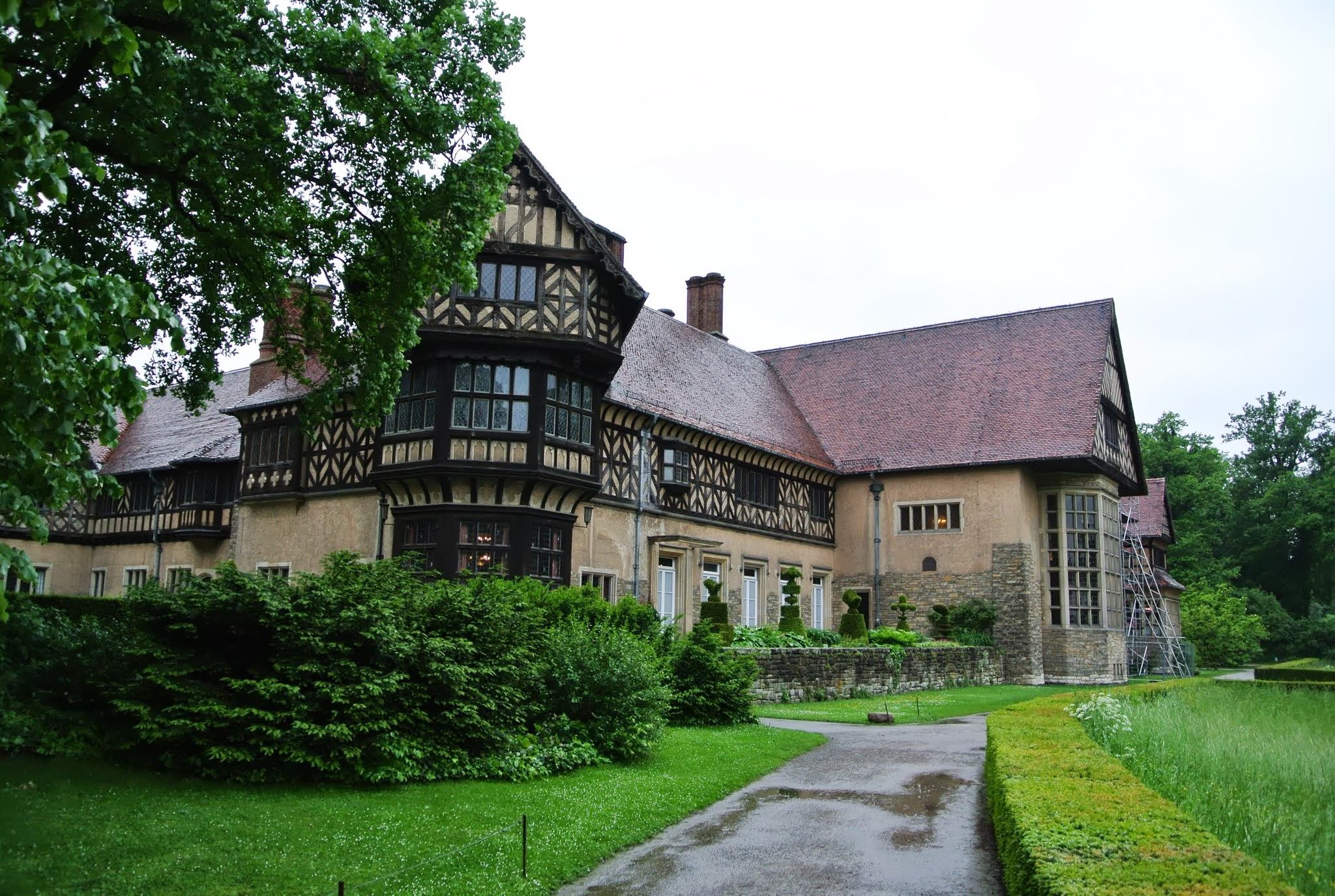
Schloss Cecilienhof.

Potsdamkonferensen ägde rum på Schloss Cecilienhof i Potsdam i juli/augusti 1945. Här bestämde USA, Ryssland och Storbritannien att överbefälhavaren i varje ockupationszon innehade den politiska ledningen och att alla överbefälhavare tillsammans utgjorde det allierade kontrollrådet som fungerade som regering. Tyskland skulle demilitariseras, de nazistiska organisationerna skulle upplösas, Tyskland skulle avnazifieras och förbrytarna skulle bestraffas. Skolan och förvaltningen skulle demokratiseras och varje zon skulle betala krigsskadestånd till respektive ockupationsmakt. Tyskland förlorade territorier öster om Oder–Neisse-linjen: östra Brandenburg, Schlesien, Pommern och södra Ostpreussen under polsk förvaltning medan norra Ostpreussen kom under sovjetisk förvaltning. Många trodde och hoppades att de fyra ockupationszonerna snart skulle förenas till ett förenat Tyskland.

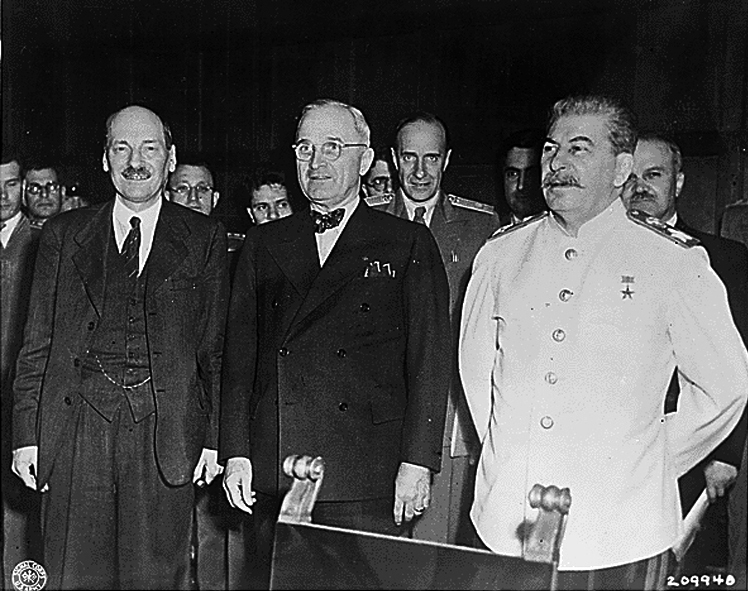
Clement Attlee, Harry Truman, Josef Stalin.

Makten togs över av det allierade kontrollrådet den 5 juni 1945. Med Berlindeklarationen i juni 1945 offentliggjorde segermakterna att de hade tagit över regeringsmakten i Tyskland. Deklarationen var samtidigt det allierade kontrollrådets första möte, som dock hade sitt första officiella under Potsdamkonferensen den 30 juli 1945. Kontrollrådets främsta syfte var att koordinera de allierades agerande. Mötena ägde rum i Berlin, tre gånger i månaden och alla beslut krävde enhällighet.
Ganska snabbt blev det tydligt att Sovjetunionen och västmakterna hade olika uppfattningar om Tysklands framtid. Som ett resultat sammanslöts den amerikanska och brittiska zonen till "bizonen" 1947 som fick en gemensam administration 1948 vilket var första steget mot en västtysk stat. På Münchenkonferensen i maj 1947 bekräftade de östtyska representanterna att de ville skapa ett gemensamt Tyskland tillsammans med västmakterna men västrepresentanterna kom inte med några konkreta förslag vilket ledde till att man inte uppnådde något resultat. Därmed var delningen av Tyskland i praktiken ett faktum.

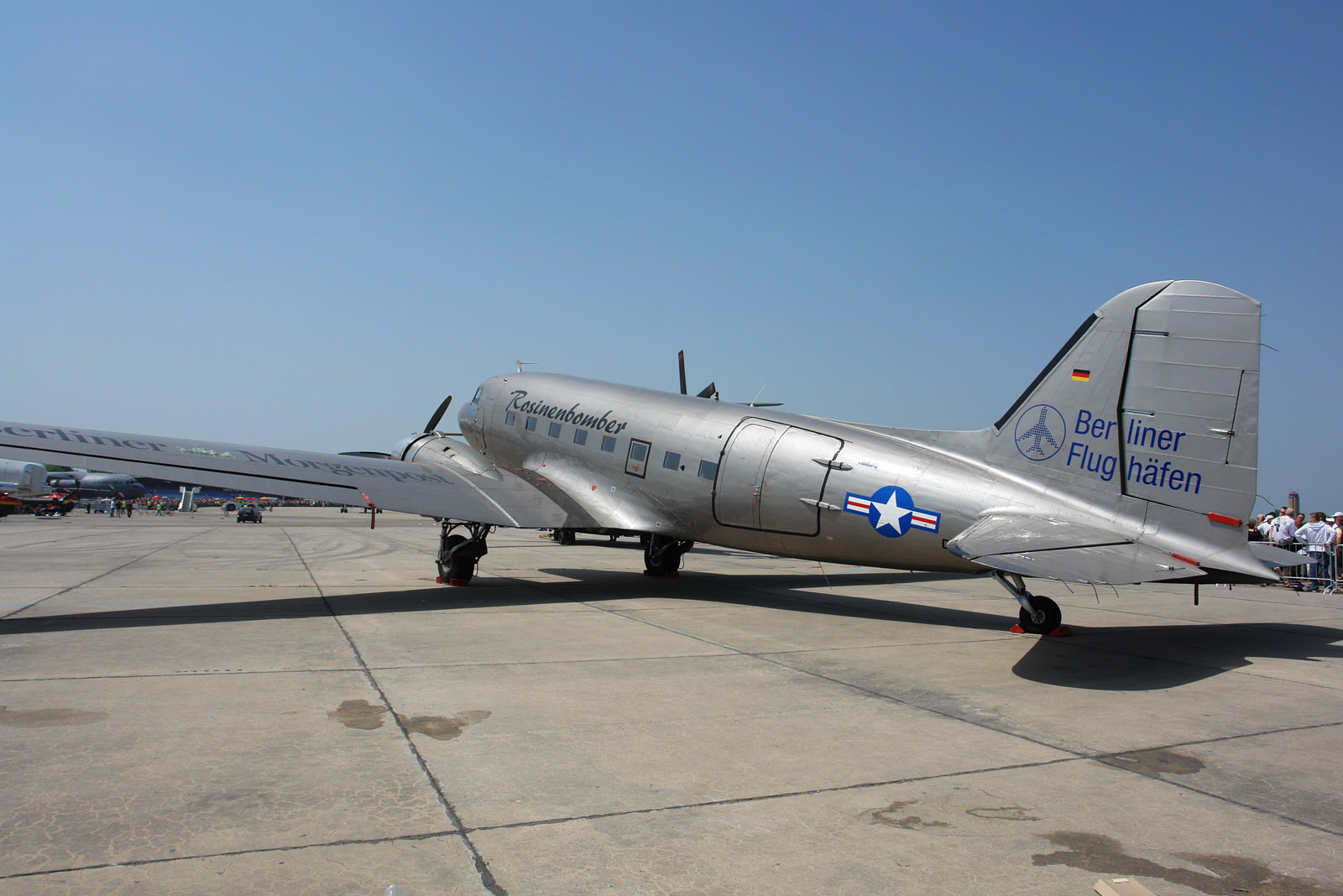
Russinbombare (Rosinenbomber).

Londonkonferensen om Tysklands enhet i december 1947 slutade utan resultat på grund av tilltagande motsättningar mellan USA och Sovjet. Samma år initierades Marshallhjälpen (ERP) i Västeuropa och Västtyskland som bland annat hade som syfte att förhindra kommunismens inflytande. Som ett svar grundas COMECON i Östeuropa i syfte att hjälpa varandra ekonomiskt. Motsättningarna nådde en höjdpunkt när den nya valutan D-mark infördes i de västliga ockupationszonerna. Som ett resultat blockerade Sovjet Berlin för att förhindra att Västtyskland skulle grundas. Västberlin försörjdes av "Russinbomber" under Berlinblockaden, som slutade efter ett år i maj 1949. I Västtyskland fick det parlamentariska rådet i uppdrag att formulera en ny grundlag. Efter att Västtyskland (tyska: Bundesrepublik Deutschland, BRD) grundades den 23 maj 1949 grundades motsvarande Östtyskland (tyska: Deutsche Demokratische Republik, DDR) den 7 oktober 1949. Förbundsrepublikens huvudstad blev Bonn. Östberlin blev huvudstad i DDR.

### Livsvillkor
Precis efter krigets slut fanns det flera stora utmaningar: dels var många lägenheter förstörda genom bombkriget och tio miljoner flyktingar hade kommit till Tyskland ifrån de gamla "Östområden" (se ovan). Flyktingar var till en början socialt isolerade eftersom man uppfattade dem som fattigt folk som störde och som inte passade in. Under en längre tid hade delar av befolkningen inte tillgång till vatten, och el. Även försörjningsläget blev allvarligt: 1946 fick invånarna i vissa områden klara sig på 1200-1500 kalorier om dagen. Även kol fattades under de första åren vilket gjorde att industrin hade svårt att komma igång. Men även många privata hushåll drabbades eftersom många eldade med kol vilket blev ett stort problem i den mycket kalla vintern 1946/47. Eftersom pengarna hade tappat sitt värde övergick människor till att byta varor mot varor på den svarta marknaden.
Under den första tiden efter krigets slut förekom även våldtäkter, i huvudsak mot kvinnor. Som nyare forskning visar var det dock inte i första hand soldater i den röda armén som våldtog. Tvärtom har historikern Miriam Gebhardt visat att våldtäkter var vanliga bland soldaterna i alla arméer. Gebhardt uppskattar att det förekom cirka 860 000 våldtäkter och menar att de fördelades ganska lika bland de olika segermakterna.

### Avnazifiering

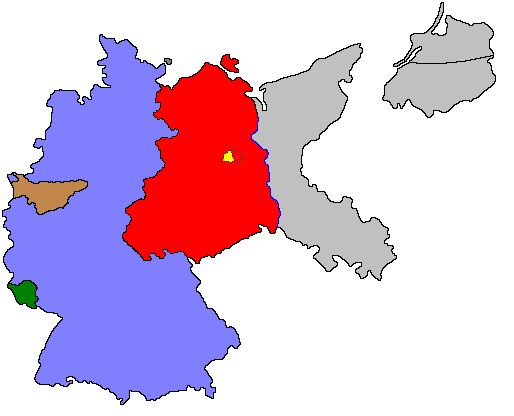
Tysklands efterkrigsgränser (1949). Västtyskland i blått, Östtyskland i rött, Saarområdet i grönt (franskt protektorat), Ruhrområdet i brunt (internationell kontroll) och delen öster om floden Oder i grått (annekterades av Polen och Sovjetunionen)

Avnazifieringen (Entnazifizierung) var en annan central punkt efter andra världskriget. Mest konsekvent genomfördes avnazifieringen i den sovjetiska zonen där cirka 390 000 NSDAP-medlemmar hade avskedats i slutet av 1946, bland juristerna avskedades cirka 90 %. Luckorna fylldes genom att inrätta ett snabbspår för jurister. I de andra ockupationszonerna tog avnazifieringen mildare former. I exempelvis den amerikanska zonen dömdes mindre än en procent av alla som var föremål för avnazifieringen. I den brittiska och den franska zonen följde man det US-amerikanska exemplet. Ett viktigt skäl för denna hållning var att västmakterna prioriterade att skapa starka band till Västtyskland i det begynnande kalla kriget istället för att skipa rättvisa. Därmed fanns det bland många tjänstemän och jurister en stor kontinuitet mellan deras karriärer i Tredje Riket och i Västtyskland. I Västtyskland var det dessutom flera SS-män som nådde toppositioner inom det privata näringslivet eller som fick ledande positioner inom polisen. Genom intensivt lobbyarbete lyckades även f.d. medlemmar i Waffen-SS att deras tid i just Waffen-SS räknades som yrkesår för pensionskassan.

### Nedmontering
På Potsdamkonferensen bestämde de allierade att nedmontera den tyska industrin i syfte att demilitarisera Tyskland och att förbättra situationen i de länder som Tyskland hade ockuperat under andra världskriget. De största nedmonteringarna genomfördes i den franska och sovjetiska zonen. Här fanns olika uppfattningar: Storbritannien och USA ville snabbt uppnå Tysklands självförsörjning. Därför mildrades nedmonteringarna i de västzonerna allt mer. De nedmonterade anläggningarna hade ofta inget större värde för de som fick dem eftersom nedmonteringen sällam genomfördes på ett korrekt sätt och många maskiner var föråldrade. Ruhrområdet ställdes under internationell kontroll, Elsass-Lothringen togs åter av Frankrike och det kolrika Saarland bröts loss från Tyskland och gjordes till ett franskt protektorat. Samtidigt mildrades delar av begränsningarna på tysk stålproduktion, taket höjdes från 25 procent av förkrigsproduktionen till 50 procent. 1951 avslutades nedmonteringen av den tyska industrin, när Tyskland gick med i Europeiska kol- och stål-unionen 1952 avskaffades det internationella styret över Ruhr (se även: Brev från brittiska UD till franska UD 1949)

## Det delade Tyskland 1949–1990

### Västtyskland (BRD)
Förbundsrepubliken Tyskland (tyska: Bundesrepublik Deutschland, BRD), vardagligt kallad "Västtyskland", var den stat som 1949 bildades av förbundsländerna i den amerikanska, brittiska och franska ockupationszonen.

#### Det långa 50-talet (1949-1963)

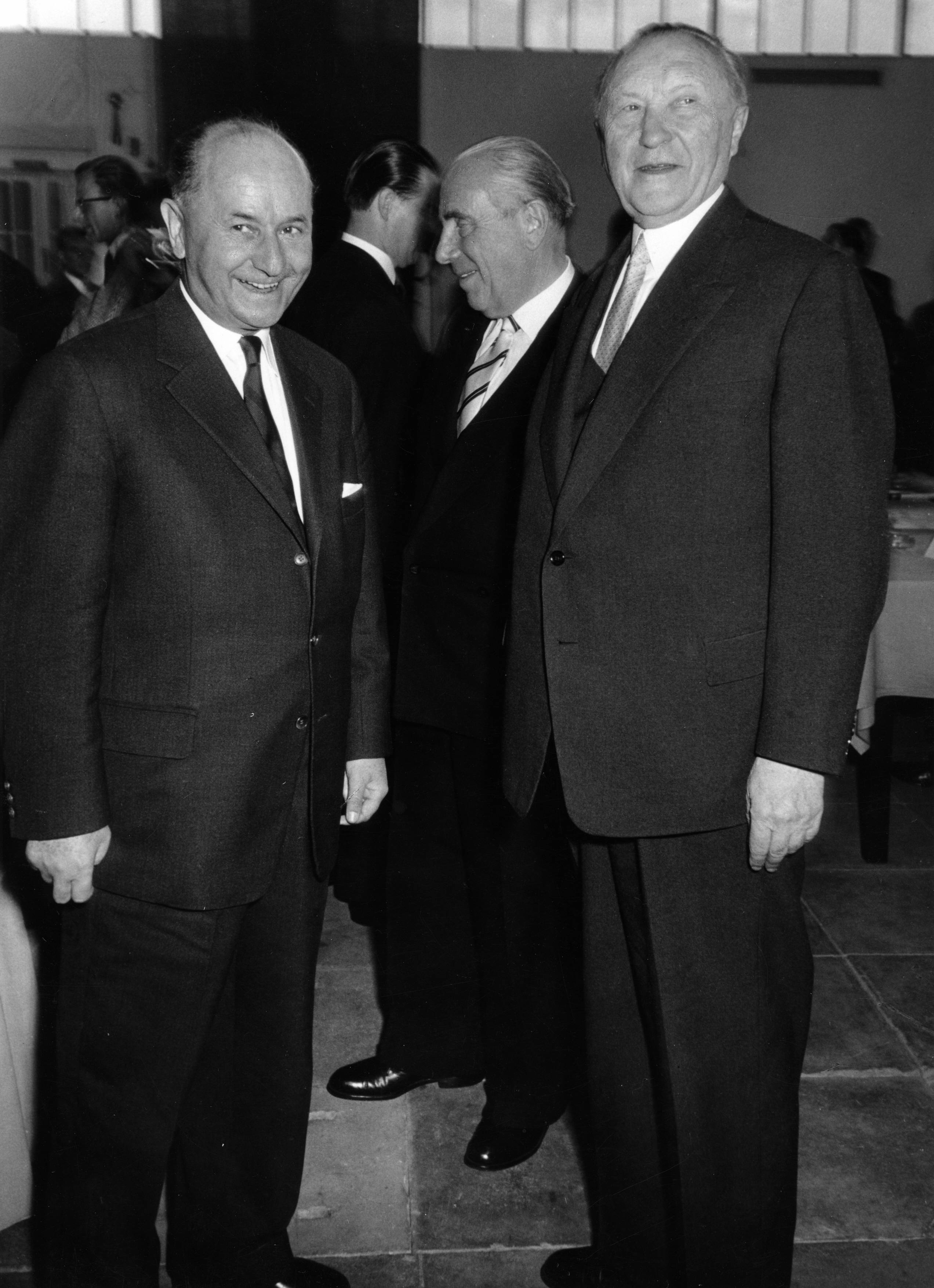
Konrad Adenauer (t.h.).

50-talet blev en period av flera samhällsförändringar: trenden till familjen med två barn, konsumtionssamhällets genombrott, utvecklingen av olika livsstilar, samhällets motorisering och i viss mån en ökning av den sociala mobiliteten. Konrad Adenauer (CDU) valdes till Västtysklands första statsminister. Västtysklands nationalsång blev "Deutschlandlied". 
I och med Tysklandsfördraget (Deutschlandvertrag) 1952, reviderat och ikraftträtt med Parisfördragen (Pariser Verträge) i maj 1955, fick Västtyskland en hög av suveränitet. Landet gick nu med i NATO och bildade en egen armé ("Bundeswehr"). Denna "Wiederbewaffnung" ("återbeväpning") ledde till stor kritik där en del ansåg att en armé skulle störa landets fredliga utveckling och att det dessutom skulle förhindra den tyska återföreningen. 1952 initierade Josef Stalin ett förslag för en återförening av Tyskland under förutsättningen att landet skulle förbli neutralt ("Stalinnote") men Västtyskland avböjde förslaget. Det finns en fortsatt diskussion bland historiker där en del anser att Stalins erbjudande var en chans på återförening medan andra menar att förslaget inte var seriöst menat. Den största kritiken mot Adenauers hållning i frågan var och är att han aldrig besvarade förslaget (citat: "Det viktigaste nu är att tiga") vilket kritiserades både av det största oppositionspartiet SPD och politiker i de egna leden. I och med Konrad Adenauers politik integrerades BRD mer och mer i det västliga blocket.

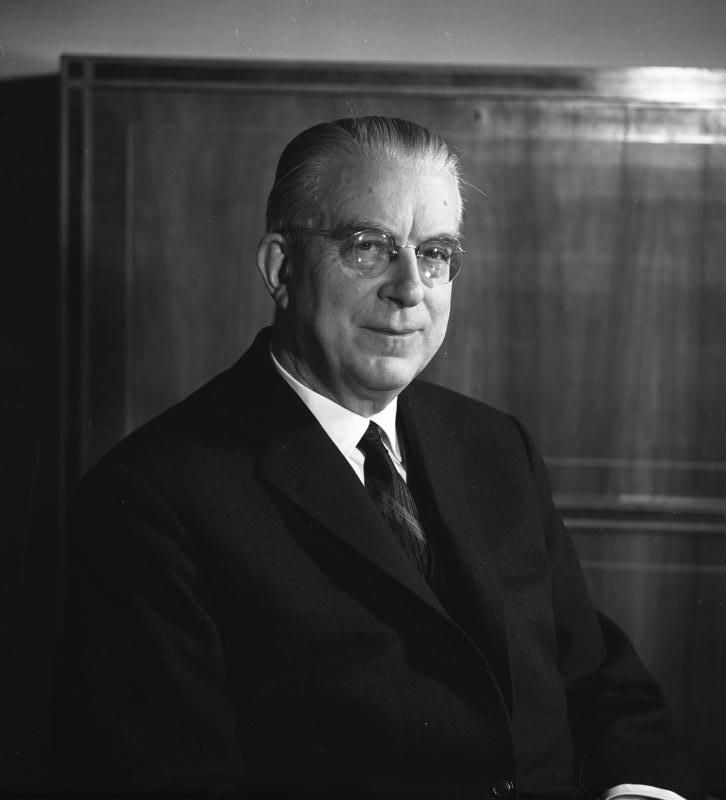
Hans Globke.

Ekonomiskt gick det raskt uppåt för BRD: under hela 1950-talet låg tillväxten på cirka 8 % per år vilket lade grunden för utvecklingen till en av världens största ekonomier. Problemet var dock att denna tillväxt var ganska ojämnt fördelad där kapitalägare gynnades vilket ökade gapet mellan arbetsgivare och anställda respektive arbetare. Därtill kom problemet att Västtyskland hade tagit emot miljontals människor från områden öster om Oder och därmed hamnade fördelningsfrågan ännu mer i fokus. Men just den starka tillväxten underlättade integrationen. Denna gynnsamma ekonomiska utveckling samt vissa förbättringar i välfärden (t.ex. ett förmånligare pensionssystem sedan 1957) ledde till stora valframgångar för Adenauer och CDU i valen 1953 och framförallt 1957.
En kritisk punkt under hela Adenauers regeringstid var den bristande avnazifieringen. I regel fortsatte de allra flesta tjänstemän och jurister från Tredje Riket sina karriärer i Västtyskland och även politiker i Adenauers närmaste krets hade varit djupt involverade i Tredje Rikets politik (t.ex. Hans Globke som hade medverkat i Nürnbergslagarna). Däremot gick västtyska domstolar hårt åt folk på vänsterkanten där aktiva kommunister principiellt inte fick något skadestånd för de brott de hade blivit utsatta för under nazismen. Det var överlag svårt för många av nationalsocialismens offer att få skadestånd, de första skadestånden betalades ut först sent på 50-talet och omfattade då bara vissa motståndsgrupper och deras anhöriga, främst attentatsmännen som medverkade den 20 juli 1944.

#### Förändringens tid (1963-1974)
I valet 1961 tappade Adenauer sin absoluta majoritet och bildade regering med liberala FDP. Det första problemet under Adenauers sista tid som kansler blev "Spiegelaffären" 1961 där Spiegel hade berättat om NATO-övningen "Fallex" vilket i sin tur hade lett till att regeringen lät genomsöka tidningens redaktion. De följande protesterna från befolkningen och FDP ledde till en regeringsombildning där Adenauer aviserade sin avgång hösten 1963. Ett annat problem var att den bristande avnazifieringen fortfarande vilade som en mörk skugga över Förbundsrepubliken. Ledande politiker ville helst "dra ett slutstreck" under NS-perioden, men samtidigt fanns det vissa uppgörelser med det förflutna som t.ex. Auschwitzprocesserna där sex personer åtalades till livslångt fängelse i augusti 1965. En drivande kraft i Auschwitzprocesserna var Fritz Bauer som med sin judiska bakgrund själv hade blivit förföljd i Tredje Riket. Men trots att vissa delar av samhället ville göra upp med Tysklands förflutna fanns det också andra strömningar i samhället. 1964 bildades det högerradikala NPD som firade stora framgångar i tre förbundsstatsval där partiet fick 8-10% och med 4,3% i förbundsdagsvalet 1969 var NPD nära att komma över femprocentsspärren samtidigt som partiets medlemsantal hade vuxit till 50 000.

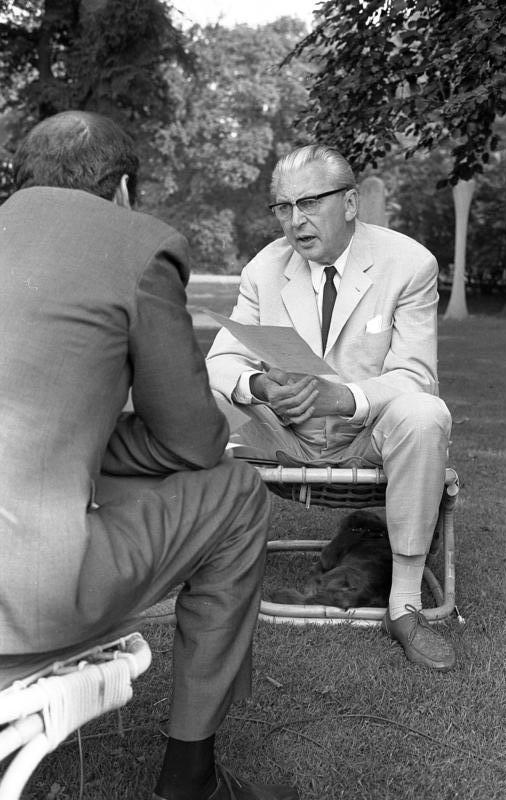
Kurt Georg Kiesinger.

Valframgångarna för NPD hängde inte minst ihop med den första ekonomiska krisen i BRD runt årsskiftet 1966/1967 när arbetslösheten ökade från 0,7% till 2,2%. Krisen förvärrades av att Förbundsbanken höjde styrräntan vilket minskade investeringarna samt att regeringen överlag inte gjorde mycket för att motverka lågkonjunkturen. Eftersom regeringen  inte kunde komma överens om hur krisen skulle övervinnas sprack koalitionen hösten 1966. Lösningen blev en "stor koalition" mellan CDU och SPD med Kurt Georg Kiesinger (CDU) som förbundskansler. Att Kiesinger hade varit NSDAP-medlem ledde till kritik men i slutändan var den stora koalitionen ändå ett faktum.
Den stora koalitionens viktigaste mål blev att övervinna den ekonomiska krisen. För att uppnå målet ändrade regeringen sin ekonomiska inriktning mot en mer keynesiansk politik (uppkallad efter ekonomen John Maynard Keynes) där statliga ingripanden spelade en större roll. Ett statligt konjunkturprogram initierades som snabbt pressade ner arbetslösheten till 0,8% vilket också var ett viktigt skäl till varför NPD:s framgångar minskade.

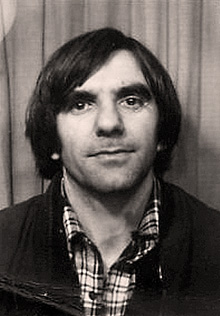
Rudi Dutschke.

Men även om den stora koalitionens skördade framgångar fanns det samtidigt en växande opposition bland studerande ungdomar eftersom de ansåg att just en stor koalition mellan CDU och SPD hade eliminerat oppositionen i parlamentet. Detta sammanföll med krav på att demokratisera högskolorna samt protester mot USA:s krigföring i Vietnam. Proteströrelsen inspirerades av marxistiska och mer allmänt vänsterinriktade tänkare som Teodor Adorno och Max Horkheimer som bland annat kritiserade konsumtionssamhället. Springerförlaget (som ger ut Tysklands största kvällstidning "Bild") var från första början fientligt inställd mot 68-rörelsen och anklagades för att hetsa mot studenterna och mot rörelsens viktigaste frontfigur Rudi Dutschke i synnerhet. När Dutschke sköts påsken 1968 riktades de delvis våldsamma demonstrationerna därför just mot Springers förlagshus i Västberlin. Dock ebbade 68-rörelsen ut när studenternas mål att bilda en gemensam front med facket inte uppnåddes. Rörelsen föll sönder i många olika delar, där en del anslöt sig till kommunistiska grupper medan andra sökte att förändra samhället genom att nå makt den parlamentariska demokratin vilket resulterade i bildandet av partiet De Gröna i slutet av 1970-talet.

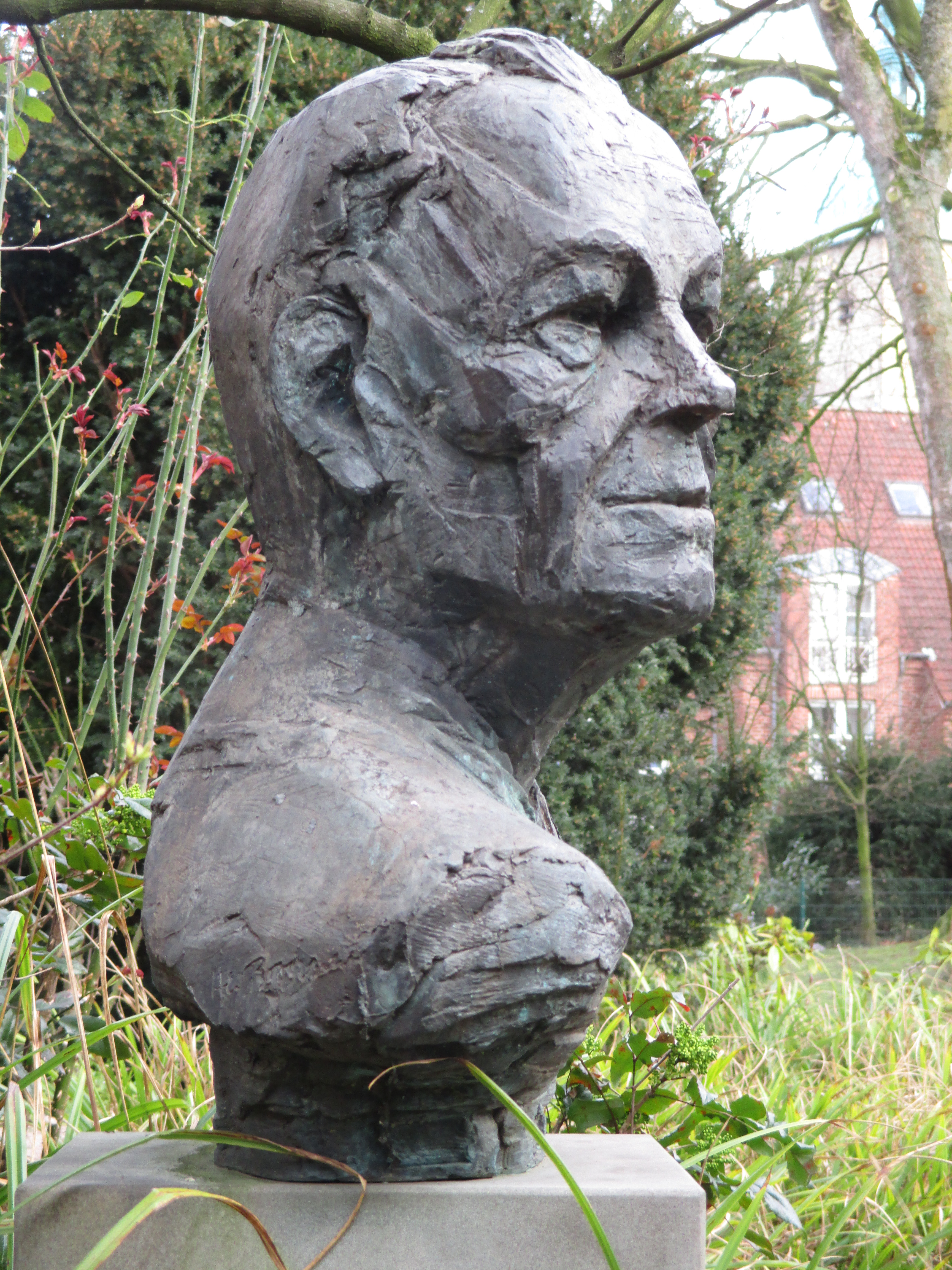
Byst på Willy Brandt.

De generella vänstervindarna tog även tag i de etablerade partierna som t.ex. liberala partiet FDP som rörde sig mot vänster. Två viktiga punkter var utbildning för alla och att närma sig DDR. Med dessa positioner stod man helt plötsligt närmare SPD än CDU. Detta manifesterades efter förbundsdagsvalet 1969 när SPD och FDP bildade en gemensam koalition med Willy Brandt som förbundskansler. Den nya östpolitiken som den nya regeringen satte igång hade till följd att BRD erkände att områden öster om Oder inte längre var tyska, att man underlättade trafiken till och från Västberlin och att BRD erkände DDR:s existens. På det inrikespolitiska området sattes många sociala reformer (t.ex. bättre sjukpenning) och bildningsreformer (t.ex. enhetsskolan parallellt till de traditionella skolorna) igång. Bildningsreformerna visade snabba framgångar när antalet högskolestudenter ökade på 1970-talet. Därmed blev det nödvändigt att utvidga antalet studieplatser, men även studenternas medbestämmande på högskolorna ökade. På arbetsmarknaden fick löntagare en starkare representation vid förhandlingar på arbetsplatsen. Även när det gäller jämställdhet genomfördes många reformer: aborträtten infördes, skilsmässa underlättades för kvinnor och kvinnor fick numera jobba utan hinder. Reformerna om mer medbestämmande stod dock i kontrast till en starkare övervakning på offentligt anställda som numera fick bevisa att de stod bakom den "frihetligt demokratiska grundordningen". Därmed kunde exempelvis medlemskapet i ett kommunistiskt parti förhindra en statlig anställning.
Många delar av regeringens politik kritiserades hårt av CDU som 1972 initierade ett misstroendevotum som dock misslyckades. Nyvalen samma år bekräftade Willy Brandt som kansler. Den nygamla regeringen konfronterades snabbt med oljekrisen som resulterade i fenomenet "stagflation", vilket betydde att tillväxten stagnerade samtidigt som inflationen var relativt hög. På grund av den höga inflationen gick regeringen ganska snabbt över till att prioritera låg inflation vilket ledde till högre arbetslöshet. Därtill kom att mer och mer arbetskraft ersattes med maskiner och datorer inom industrin vilket ökade arbetslösheten ytterligare. Regeringen upplevde också en "personell kris" när en östtysk spion i kansler Willy Brandts omgivning avslöjades vilket föranledde Brandt att avgå. Hans avgång tillsammans med den ekonomiska krisen markerade slutpunkten för de välfärdspolitiska och sociala reformerna i Västtyskland.

#### Från Schmidt till Kohl (1974-1989)

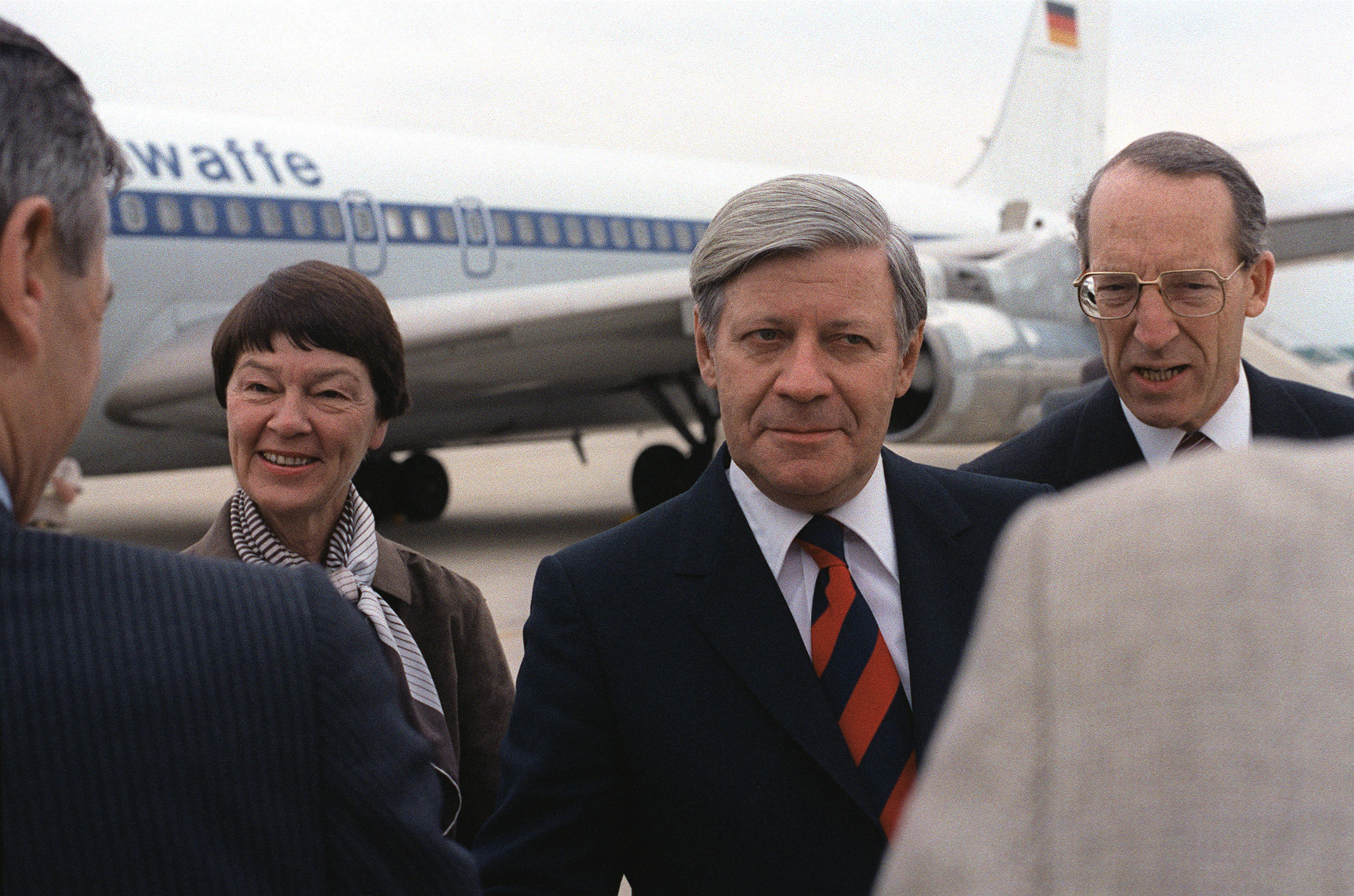
Helmut Schmidt.

Willy Brandts efterträddes av Helmut Schmidt som blev förbundskansler 1974. Schmidts tillträde markerade slutpunkten för den socialliberala regeringens reformpolitik. Regeringen fokuserade helt på att bekämpa arbetslösheten men arbetslösheten bet sig fast vilket ledde till ett sämre valresultat i valet 1976. Överlag blev det tydligt att SPD hade nått sina bästa valresultat, vilket också berodde på att CDU reformerades och rörde sig mer mot "mitten", framförallt erkände kristdemokraterna den nya östpolitiken. CDU leddes numera av en grupp runt den relativt unge Helmut Kohl som lyckades att öka partiets medlemsantal. Därtill kom interna splittringar inom SPD där framförallt basen och ungdomsförbundet (Juso) var mer vänster medan partiledningen stod mer till höger. Att SPD ändå kunde behålla sin regeringsställning berodde bland annat på att även CDU led av interna splittringar där en del ville profilera partiet som ett "antisocialistiskt alternativ" medan Kohl mer ville fokusera på CDU som "mittens parti". Profileringen mot mitten ledde till att en del medlemmar på den yttersta högerkanten lämnade CDU och grundade det nationalistiska partiet Die Republikaner.

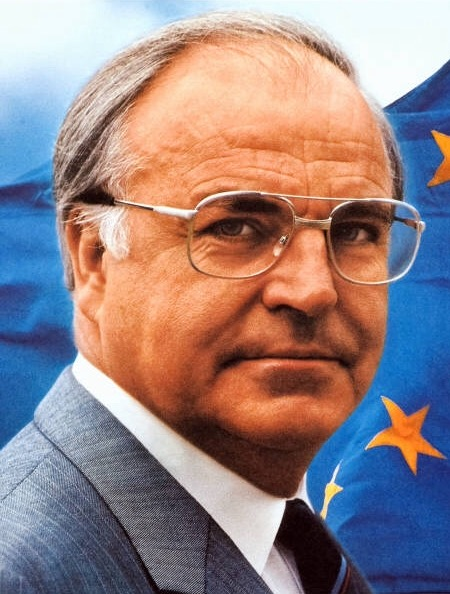
Helmut Kohl.

Därtill ändrades partilandskapet när 68-generationen riktade mer fokus på fredsfrågor och satte miljöfrågor på agendan samtidigt som man ville främja mer basdemokrati inom politiken. Detta blev så småningom startskottet för De gröna som bildades i slutet av 1970-talet. Just fredsfrågan var något som även tyngde regeringen under Helmut Schmidt som hade aktivt bejakat uppställningen av nya atomrobotar i Västtyskland och som numera konfronterades med en opposition inom de egna leden som var emot upprustningen. Dessutom ökade pressen från koalitionspartnern FDP som mer och mer förespråkade en nyliberal ekonomisk politik med sänkta statliga utgifter och sänkta skatter. När FDP röstade emot regeringens budget avslutades koalitionen av kansler Schmidt. I det därefter följande konstruktiva misstroendevotumet röstade FDP på CDU-kandidaten Helmut Kohl som blev förbundskansler den 1 oktober 1982. Den nya regeringens åtaganden drabbade främst de lägre sociala skikten i form av t.ex. mindre barnbidrag och mindre studiemedel vilket minskade regeringens popularitet. Det uppdagades även diverse skandaler som också ökade trycket på Kohl. Och idén att minska beskattningen och sociala avgifter för företag ledde inte till den jobbtillväxt regeringen hade hoppats på. Tvärtom ökade arbetslösheten under hela 1980-talet, vilket också berodde på att den teknologiska utvecklingen hade ersatt många jobb med maskiner respektive datorer. Tittar man på hela samhället ser man tydligt att inkomsterna ökade i genomsnitt med cirka 50 % mellan 1970 och 1991 men å andra sidan var denna välståndsökning allt mer ojämnt fördelad, vilket syns på den relativa fattigdomen som ökade från 6 % till 10 % under ungefär samma period. Även idén om att alla skulle få samma chans att utbilda sig kom av sig på 1980-talet eftersom en rad förmåner för sämre ställda samhällsgrupper togs bort av regeringen Kohl.

### Östtyskland (DDR)
Tyska demokratiska republiken (tyska: Deutsche Demokratische Republik, DDR), vardagligt kallad "Östtyskland", var den stat som 1949 bildades i den sovjetiska ockupationszonen.

#### Försöken att konsolidera DDR (1949-1961)

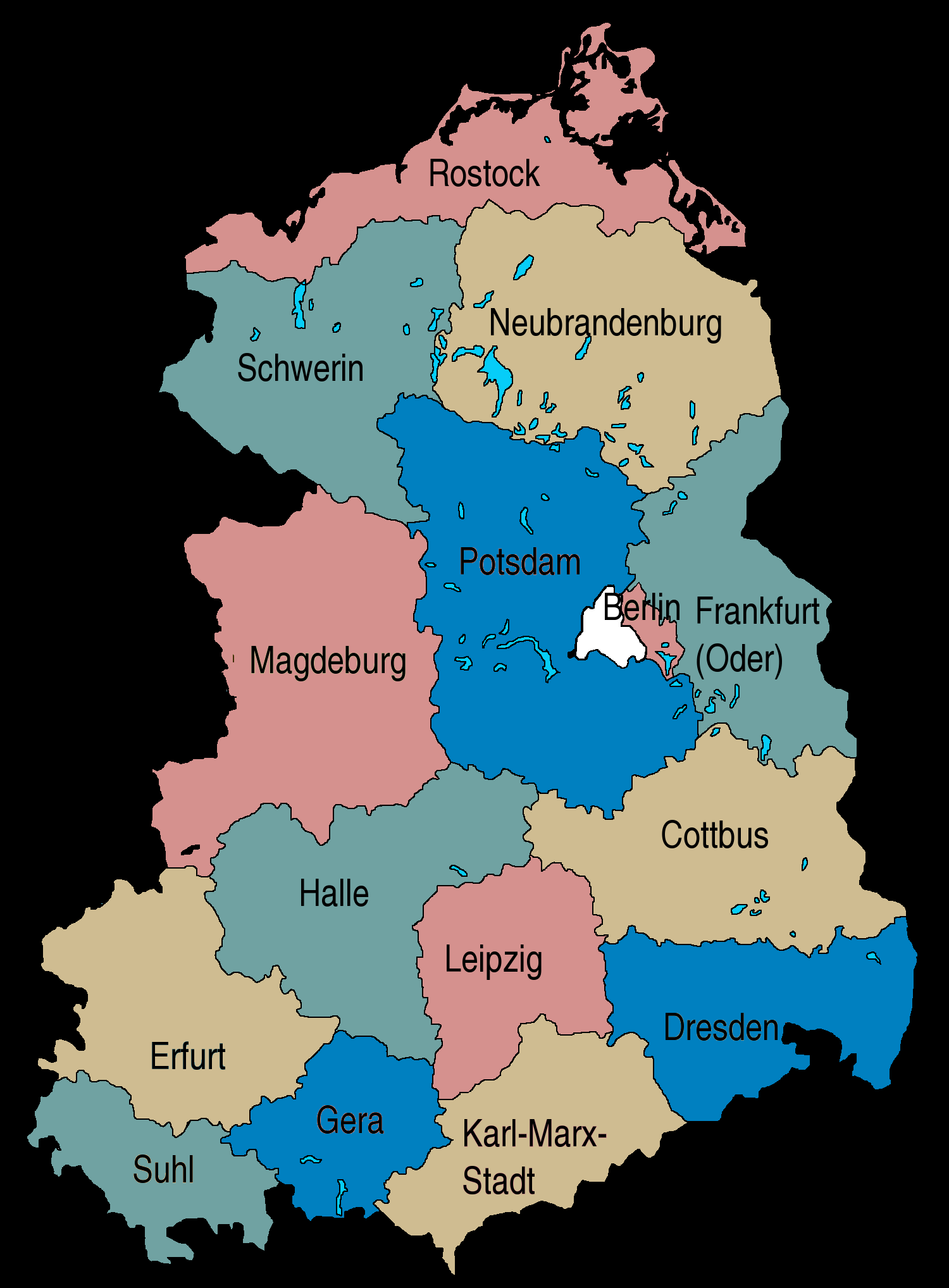
DDR:s indelning i 14 Bezirke.

I DDR bildades en enhetslista där det socialistiska partiet (SED) tillsammans med andra partier hade fasta platser i parlamentet. SED innehade via direkta och indirekta mandat en knapp majoritet i parlamentet. I valet i maj 1949 bejakade drygt 66% enhetslistan (valdeltagande: 94,1%). Enligt författningen hade parlamentet makten, men i praktiken var det SED och dess organ som hade den verkliga makten. På den regionala/lokala nivån bildades 14 regioner (Bezirke), även här hade SED:s regionledning (Bezirksleitung) den avgörande makten. Polisen och framförallt Ministerium für Staatssicherheit (MfS, mer känd som Stasi) var till för att spåra samhällets "fiender".
De första ekonomiska problemen visade sig när industrin skulle återuppbyggas på 1950-talet samt när den östtyska armén (NVA) bildades. De merkostnader som uppstod skulle finansieras via minskade subventioner och högre skatter. Konsekvensen blev minskningar i produktionen och konkurser inom det privata näringslivet (som utgjorde 20% av industrin) vilket ledde till brist på varor och därmed till ökande priser. Även jordbrukets kollektivisering hade inte den framgång partiledningen hade hoppats på: skördarna ökade inte som planerat. Den negativa ekonomiska utvecklingen var en viktig anledning till att cirka 600 000 människor lämnade DDR både 1952 och 1953. Den ekonomiska situationen förvärrades när SED-ledningen bestämde på våren 1953 att alla skulle jobba 10 % mer för samma lön. Det följande upproret den 17 juni 1953 spred sig snabbt till de stora industristäderna i hela landet. När upproret hade slagits ner med hjälp av den röda armén hade cirka 10 000 människor arresterats och minst 25 hade dött. Eftersom partiledningen var rädd för nya uppror investerade man nu mer pengar i socialpolitiken vilket förbättrade livsvillkoren. Samtidigt ledde Stalins död 1953 till "töväder" i Sovjet och även i DDR där samhällsklimatet blev friare i några år. Men upproren i Polen och Ungern 1956 avslutade tövädret. På det ekonomiska planet fanns det dock fortsatta förbättringar: under hela 1950-talet växte DDR:s BNP med knappt 6 % per år. Dock användes tillväxten främst för att bygga ut industrin och därför förbättrades inte tillgången på konsumtionsvaror.

#### DDR:s stabilisering och NOESPL (1961-71)

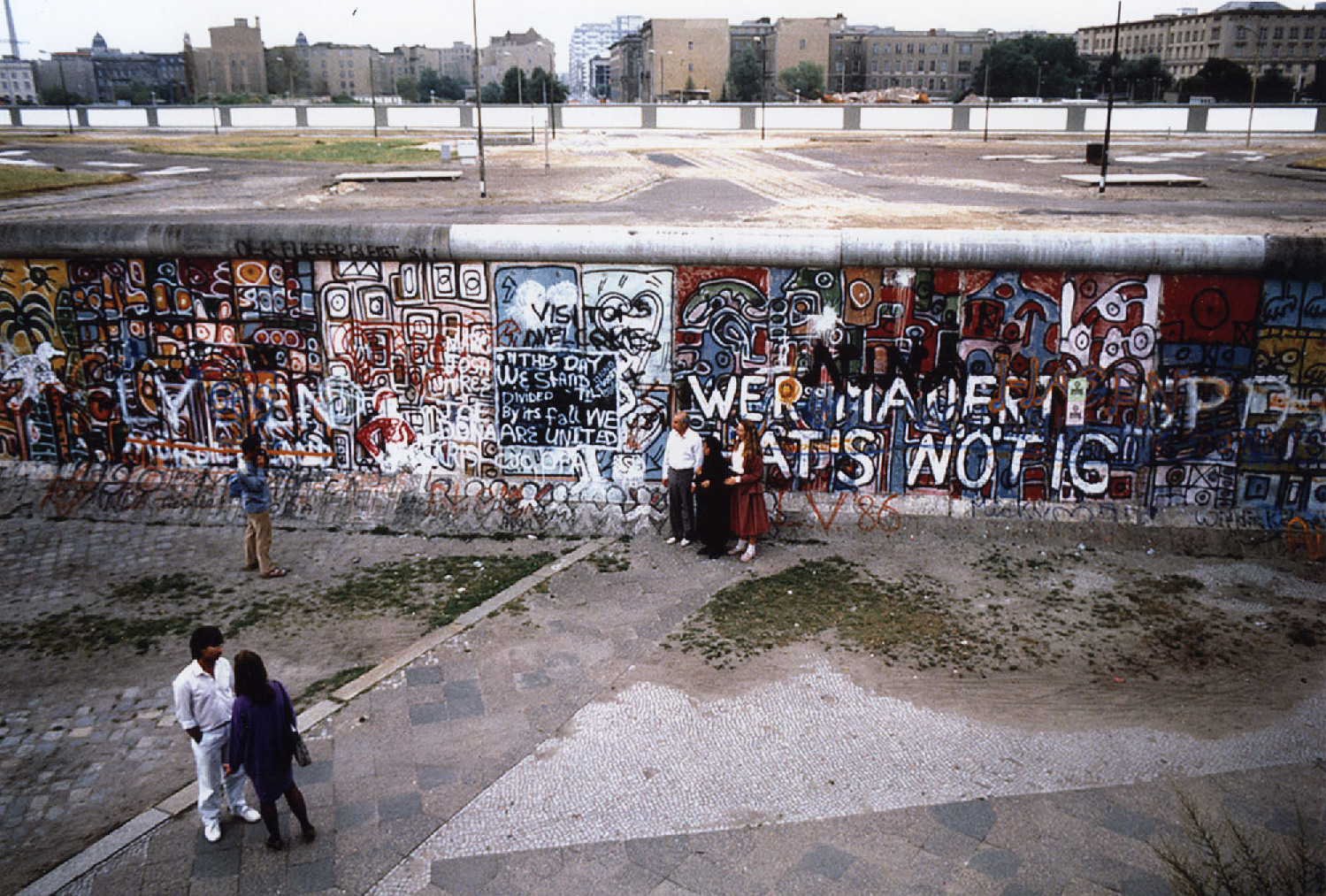
Berlinmuren (1986).

När Berlinmuren byggdes den 13 augusti 1961 blev det nästan omöjligt för folk i DDR att resa till Västtyskland eller Västberlin. Samtidigt förhindrade muren att ung arbetskraft försvann till Västtyskland och därmed la den även grunden för att öka levnadsstandarden i DDR. Men partiledningen kom även till insikten att planekonomin hade vissa brister vilket ledde till att vissa marknadsekonomiska mekanismer infördes, de enskilda företagen skulle bestämma mer själva, det vill säga att den centralstyrda planekonomin skulle decentraliseras. Den nya ekonomins positiva effekter ledde till att tillväxten var cirka 5 % per år vilket ledde till en kännbar förbättring av levnadsstandarden på 60-talet. Men trots de positiva effekterna uppnåddes inte alla mål, till exempel hade arbetsproduktiviteten inte ökat som förväntat. Ett annat genomgående problem var bristen på högkvalitativa konsumtionsvaror. På grund av dessa skäl övergavs den nya ekonomiska politiken i slutet på 1960-talet. Den starka tillväxten på 60-talet användes också för att förbättra den sociala välfärden: livsmedel och hyrorna subventionerades kraftigt, pensionerna höjdes och föräldraledigheten förlängdes.
På det sociala planet trädde nya lagändringar i kraft året 1968. Numera var straffrättens mål att resocialisera istället för att bestraffa och det var t.ex. inte längre kriminellt att vara homosexuell. Däremot begränsades viktiga rättigheter fortfarande. Det var t.ex. fortfarande förbjudet att lämna landet illegalt, att samla nyheter som riktades mot DDR eller att kritisera staten eller partiorganen. 1968 implementerades även en ny författning där grundläggande fri- och rättigheter garanterades men de begränsades av att socialismen ansågs som ett överordnat mål som inte fick kritiseras.

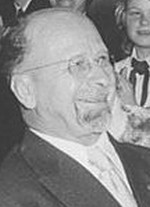
Walter Ulbricht.

1960-talet betydde även i DDR en tid där en ny generation växte fram som hade andra vanor och beteenden. De unga lyssnade på beatmusik, älskade modet från "väst" och hade allt längre hår. Den gamla generationen inom partiledningen såg dessa beteenden som potentiellt farliga och var rädd att subkulturerna kunde förvandlas till en protest mot systemet. Samtidigt ledde den nya ekonomiska politiken till en viss liberalisering även på det kulturella området vilket betydde att även mer kritiska böcker fick publiceras, även en ny radiokanal (DT64) kom till och konstnärer utnyttjade den liberala fasen för att t.ex. göra kritiska filmer om livet i DDR. Den nya ungdomslagen från 1964 definierade klart vilka förväntningar staten hade på sina ungdomar. Samtidigt försökte man också jobba för mer jämställdhet: kvinnor skulle uppmuntras att jobba, helst i tekniska yrken. Men även om många reformer initierades blev det ganska snart klart att de liberala tiderna bara varade ett kort tag. Redan 1965 skärpte SED sin hållning mot ungdomskulturen vilket yttrade sig i att man förbjöd många grupper som härmade den engelska "beatstilen". En annan viktig punkt som påverkade ungdomarna var bildningsreformen som initierades 1965 och som byggde på en tioårig enhetsskola som man sedan fortsatte med antingen yrkes- eller högskoleförberedande utbildning. Även på högskoleområdet initierades många reformer som kännbart ökade antalet högskolestuderande.

#### Stagnation under Honecker (1971-1989)

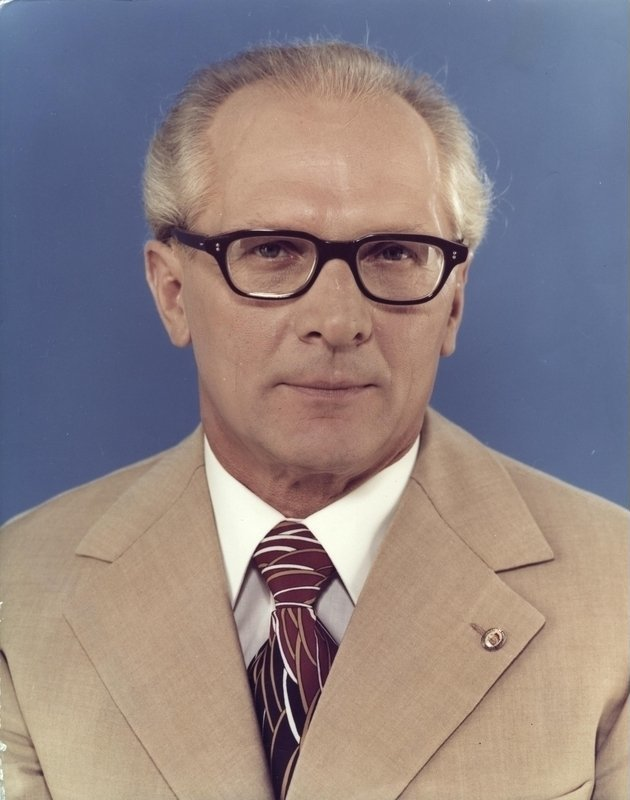
Erich Honecker.

Slutligen var det besvikelsen över den nya ekonomiska politiken som blev fallet för Ulbricht. Dessutom kritiserades han av SED och Sovjet för sin alltför positiva inställning till Willy Brandts "Nya östpolitik" (se ovan). Erich Honecker blev frontfiguren för denna opposition som fick stöd av Sovjetunionens ledare Leonid Brezjnev. Med Honeckers tillträde som regeringschef stoppades den nya ekonomiska politiken och resurserna satsades istället på att förbättra försörjningen med konsumtionsvaror, vilket betydde t.ex. att allt fler ägde kylskåp, teveapparater, bilar, osv. Samtidigt byggdes miljontals nya och moderna bostäder. Även välfärdspolitiska reformer genomfördes: fler förskolor byggdes, hyrorna subventionerades kraftigt och pensionerna höjdes. Men i grund och botten var DDR:s ekonomi inte tillräckligt produktiv för att finansiera denna politik vilket ledde till att staten lånade från utlandet för att betala reformerna. Det i sin tur resulterade i en skenande statsskuld: mellan 1970 och 1989 ökade skuldsättningen med hela 2 000%. Samtidigt ledde Honeckers politik till en ökad acceptans för systemet bland befolkningen.

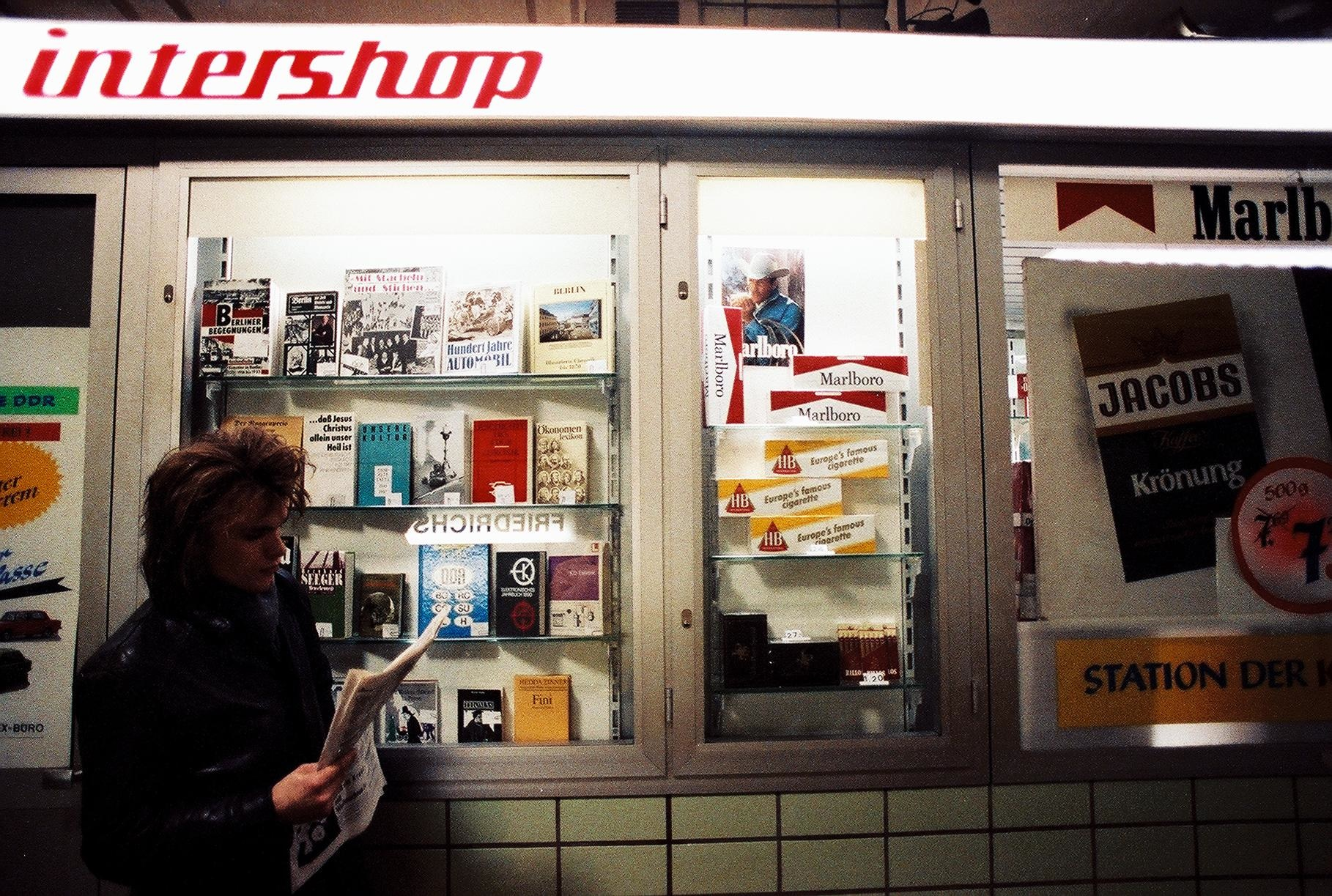
Intershopbutik på Berlin Friedrichstraße.

Att DDR inte längre investerade i moderna maskiner visade sig allt tydligare i början av 1980-talet när maskiner slets ut allt mer och när dessutom råvarupriserna ökade vilket betydde att DDR fick ta ännu större lån för att överleva. Dessutom ökade missnöjet bland befolkningen när de högkvalitativa konsumtionsvaror som faktiskt producerades exporterades till Västtyskland för att dra in fler D-Mark som sedan kunde användas för att exempelvis importera just råvaror. Men eftersom exporten inte drog in tillräckligt med D-Mark såldes även konstföremål samt vapen och blodkonserver till Västtyskland. Att sälja högkvalitativa konsumtionsvaror till Västtyskland hade också negativa följder för arbetsmoralen. Därför skapades Intershopbutikerna där man kunde handla de begärda varorna från väst ifall man hade tillgång till D-Mark. D-Mark hade i regel dock bara de som hade släktingar i "väst". Därmed skapades ett klassamhälle där vissa samhällsgrupper hade det betydligt bättre ställt än andra. Landets grundläggande ekonomiska kris förvärrades när Sovjetunionen på grund av egna ekonomiska svårigheter reducerade sin export av råolja till DDR.

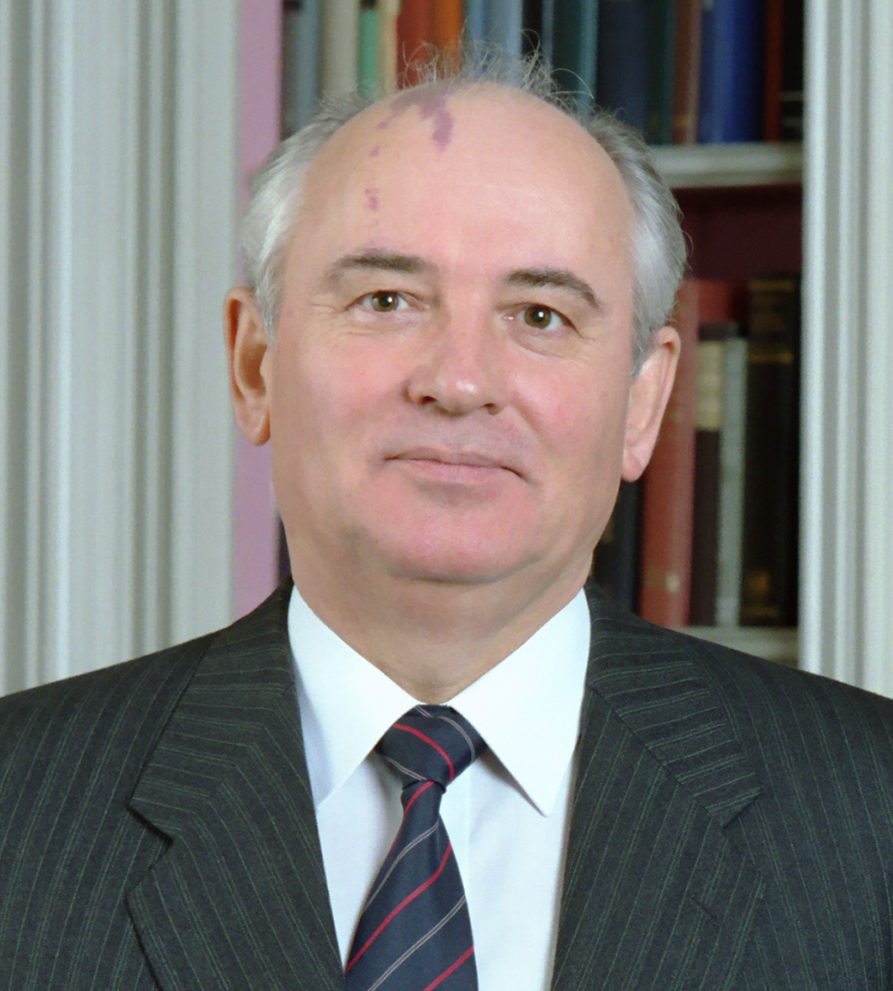
Mikhail Gorbatjov.

Till de ekonomiska problemen sällade sig politiska problem. Genom Västtysklands "Nya Östpolitik" (se ovan) ökade antalet människor som reste mellan BRD och DDR vilket ökade kontakten mellan människorna i båda länderna. Häri såg partiet en ökad risk för DDR-fientliga tendenser vilket gjorde att MfS (Stasi) ökade sin verksamhet när antalet inofficiella medarbetare (IM) fördubblades från 100 000 till 180 000. Därtill utvecklades en konflikt mellan landets kultureliter och SED-ledningen vilket kulminerade i utvisningen av låtskrivaren Wolf Biermann 1976 i vars kölvatten många kulturskapare i DDR solidariserade sig med Biermann. Denna klyfta ökade även mellan folket och partiledningen på 1980-talet när upprustningsspiralen mellan Sovjet och USA ledde till fler fredsgrupper som även ville protestera mot den ökande militariseringen av samhället. Även en miljörörelse formades som var en konsekvens av föroreningar av skog och vattendrag som syntes tydligt. Dessa protester organiserades i många fall av kyrkorna. Den största källa till de allt starkare protesterna var dock de ekonomiska svårigheterna, som opinionsundersökningar från 1990 visar. En annan viktig orsak bakom protesterna var att många människor i DDR tittade på "väst-teve" vilket för en del blev den enda källan om livet i BRD. Därmed fick många östtyska medborgare en ganska förenklad bild som snarare liknande en drömbild av livet i BRD vilket i sin tur ökade längtan efter ett liv i Västtyskland. Protesterna förstärktes av Gorbatjovs reformpolitik sedan 1985 som ökade pressen på SED att också genomföra reformer, vilket partiledningen inte ville göra eftersom man befarade att denna reformpolitik skulle hota partiets maktmonopol.

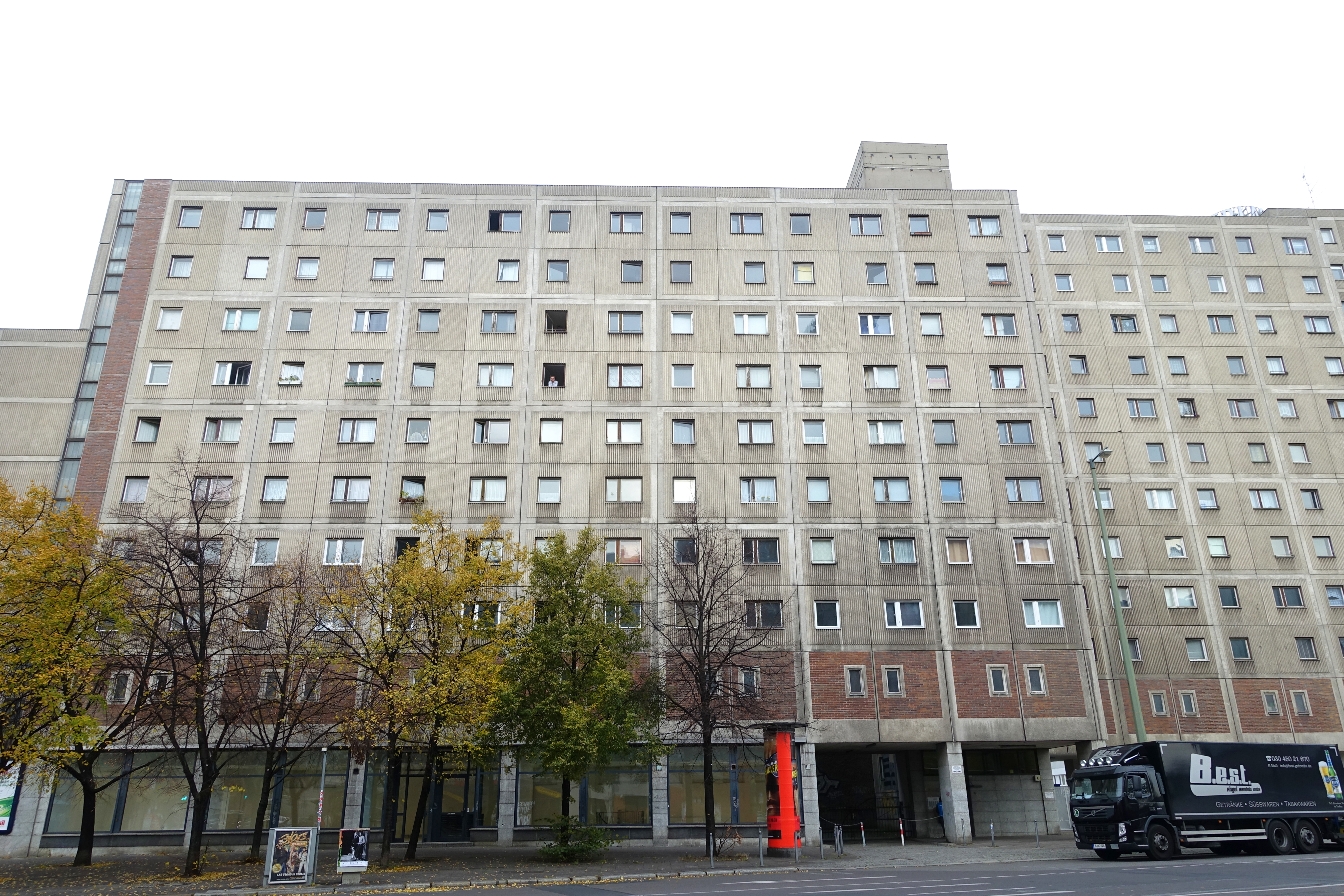
Plattenbau i Östberlin.

Inom vardagen var SED:s syfte att partiets ideologi skulle genomsyra hela samhället. Men eftersom den bild som SED propagerade inte alltid stämde överens med vardagen blev en del av partiets ideologi till tomma fraser som upprepades för att t.ex. kunna göra karriär. I vardagen lyckades partiet aldrig att tränga igenom samhället på det sätt som det hade önskat. Ideologin hade dock också vissa motsvarigheter i praktiken, t.ex. tillgängliggjordes en rad sociala förmåner via arbetsplatsen. Det fanns också en strävan efter att utjämna skillnaderna mellan olika samhällsgrupper vilket yttrade sig i att löner och bostäder fördelades efter behov. Men trots att DDR byggde två miljoner under Honeckers styre så räckte det inte för att tillfredsställa behoven. Så sent som på 1980-talet fanns det fortfarande människor som bodde i lägenheter utan toalett och rinnande vatten. En annan punkt som ideologin ville förverkliga var jämställdheten vilket fungerade rätt så bra om man tittar på den höga andelen yrkesverksamma kvinnor. Samtidigt som detta betydde att många kvinnor fick axla en dubbelbelastning i form av hemarbete och lönearbete.

#### Murens fall hösten 1989

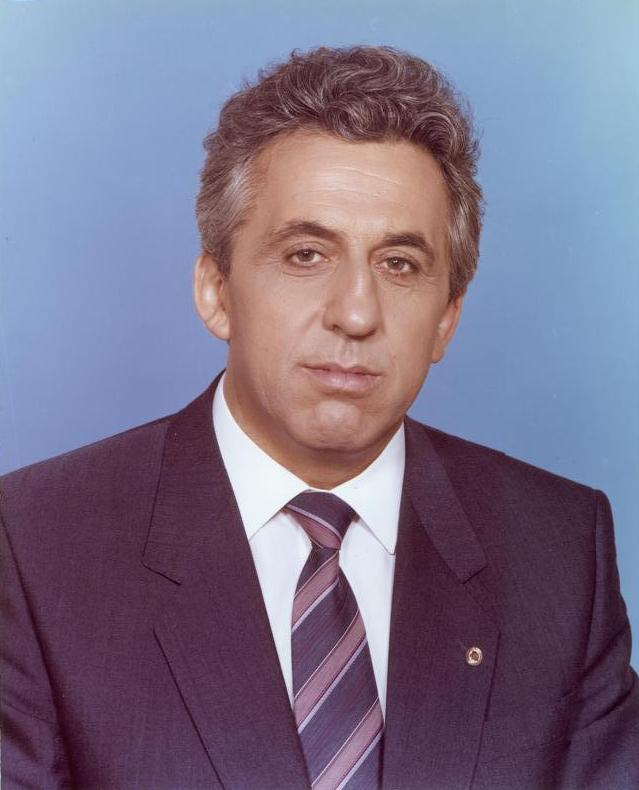
Egon Krenz.

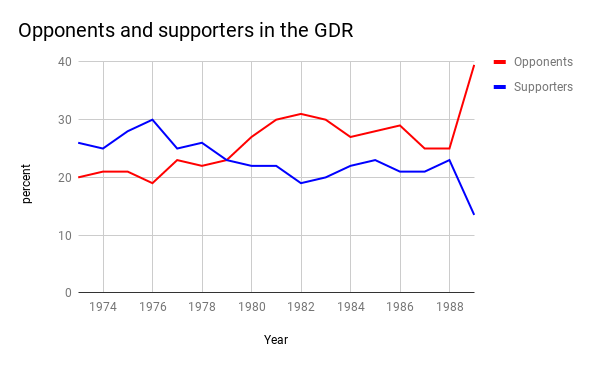
Andelen anhängare och motståndare i DDR.

Efter reformer i andra östländer, exempelvis av den reformpolitik Michail Gorbatjov startat i Sovjetunionen, var den östtyska regimen sensommaren och hösten 1989 pressad och hade svårt att hantera situationen. Förhoppningar om reformer bland befolkningen och även delar av SED uppfylldes inte. Samtidigt som flera länder (t.ex. Tjeckoslovakien, Ungern och Polen) hade öppnat sina gränser gentemot Västeuropa flydde de via dessa länders ambassader på grund av frustration över de uteblivna reformerna. Bland de som stannade kvar i DDR formades en allt tydligare opposition sommaren och hösten 1989. Oppositionens genombrott blev när delar av SED stödde demonstranternas krav. Inom kort bildades flera partier så som Socialdemokratiska partiet (SDP) och Neues Forum. Samtidigt ökade demonstrationerna i hela landet där hundratusentals människor gick på gatan. SED ville bemöta det genom att svänga in på en mer reforminriktad kurs, manifesterad i att ersätta Honecker genom Egon Krenz. Men Krenz hade ingen större trovärdighet bland befolkningen, protesterna minskade inte. Eftersom andra östeuropeiska länder som t.ex. Tjeckoslovakien öppnade sina gränser mot BRD ville även DDR lätta på möjligheten att utresa. På presskonferensen den 9 november 1989 presenterade Günther Schabowski den nya reselagen som föranledde hundratusentals människor att bege sig till gränsövergångarna. När trycket blev för stort öppnade gränspoliserna muren.

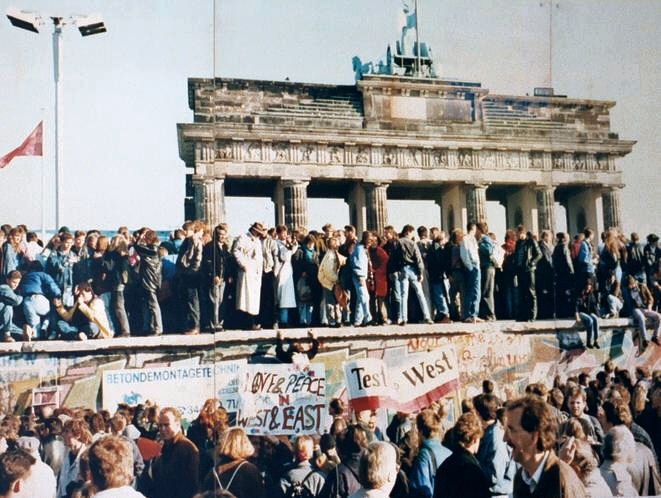
Brandenburger Tor 1989.

Murens fall var plötsligt ett faktum och Östtyskland stod inför en kraftig politisk kursändring, ofta kallad "die Wende". Inom ett år var DDR upplöst och dess område upptaget inom Förbundsrepubliken Tyskland.

## Tysklands återförening (9/11 1989–3/10 1990)

Tyskland återförenades 1990

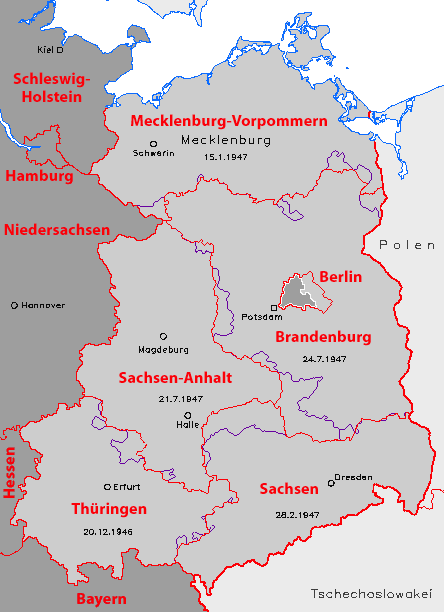
De 1990 skapade förbundsländerna (röda gränslinjer) följde ungefär gränserna för delstaterna fram till 1952 (i svart)

### Den politiska återföreningen
Murens fall påskyndade SED:s sönderfall. Medlemsantalet sjönk från 2,3 miljoner i oktober 1989 till 1,4 miljoner januari 1990. Regeringen kring Egon Krenz avgick i december 1989. På partiets extrakongress samma månad valdes Gregor Gysi till ordförande, partiet ändrade namnet till PDS och man formulerade som mål ett "DDR som är oberoende och socialistiskt". Nästan samtidigt bildades ett "Runt Bord" (Runder Tisch) där SED/PDS regelbundet träffade de oppositionella grupperna för att diskutera landets framtida utveckling. Det Runda Bordet blev ett slags parlament jämte det egentliga parlamentet, men fick inget avgörande inflytande i återföreningsprocessen.
I valen till Volkskammer den 18 mars 1990 ställde de partier upp som hade bildats hösten 1989. En del partier bildade gemensamma listor som t.ex. Demokratischer Aufbruch (DA) som gick ihop med CDU och DSU i "Allianz für Deutschland". Valrörelsen dominerades av de västtyska partierna som använde sina resurser för att påverka valutgången. I och med att Allianz für Deutschland vann valet tydligt blev CDU-kandidaten Lothar de Maizière blev regeringschef som bildade en koalition med SDP och liberalerna. Eftersom Allianz für Deutschland hade uttalat sig klart och tydligt för en återförening av BRD och DDR var det den linjen som dominerade regeringens tänkande. Den 1 juli 1990 följde den ekonomiska unionen där D-Mark infördes i DDR. Internationellt var inte alla för en tysk återförening. Frankrike och Storbritannien fruktade ett större Tyskland som skulle dominera den europeiska politiken och i Sovjetunionen var man först emot ett Tyskland som skulle tillhöra NATO. Men när återföreningen blev mer och mer konkret ansåg kritikerna att processen var oundviklig, istället försökte man nu att utnyttja återföreningen för sina egna syften.
Inför återföreningen beslutades den 22 juli 1990 om att DDR:s 14 delområden, Bezirke, utanför Berlin, i samband med anslutningen till förbundsrepubliken i oktober, skulle bilda de 5 förbundsländerna Brandenburg, Mecklenburg-Vorpommern, Sachsen, Sachsen-Anhalt och Thüringen. Dessas gränser var i stort, men inte helt, överensstämmande med de delstater som upphörde i DDR under 1950-talet.

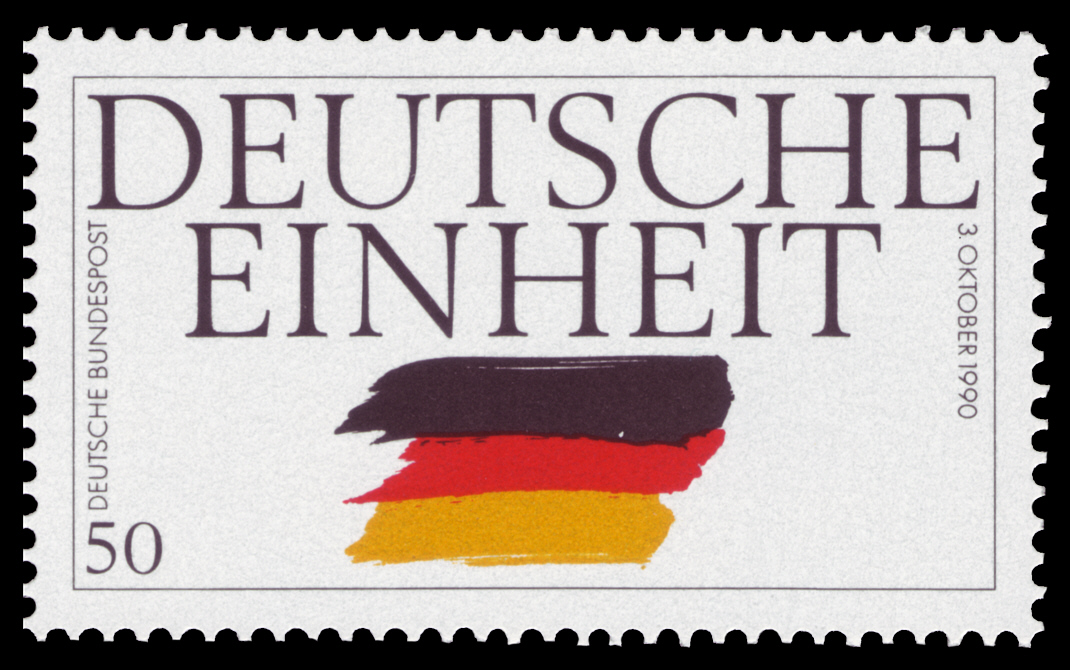
Frimärke till minnet av återföreningen den 3 oktober 1990.

Diskussionen att utveckla en ny författning för det återförenade Tyskland fanns, men förslaget vann inte gehör. Istället förhandlade man snabbt om att DDR skulle anslutas till BRD. Efter åtta veckor undertecknades fördraget mellan förbundsrepubliken och DDR om det kommande enandet den 31 augusti 1990.
I Två plus fyra-fördraget, slutet i Moskva den 12 september 1990, uppsade de fyra segrarmakterna efter andra världskriget (Sovjetunionen, USA, Frankrike och Storbritannien) sina rättigheter i Tyskland och Tyskland erkände Oder-Neisse-linjen som sin östgräns.
Den 3 oktober 1990 anslöt sig de nya förbundsstaterna inom DDR:s tidigare område, liksom östra Berlin, till Förbundsrepubliken Tyskland. Den 3 oktober är sedan dess Tysklands nationaldag, Tag der Deutschen Einheit (sv. Tyska enhetens dag).
Samtidigt, den 3 oktober 1990, blev Berlin officiellt det återförenade Tysklands huvudstad. Först 1991 kom dock beslutet om den fysiska flytten av Tysklands parlament, förbundsdagen, och regering till Berlin.
När Två plus fyra-fördraget trädde i kraft den 15 mars 1991, fick Tyskland slutligen full suveränitet.

### Den ekonomiska återföreningen

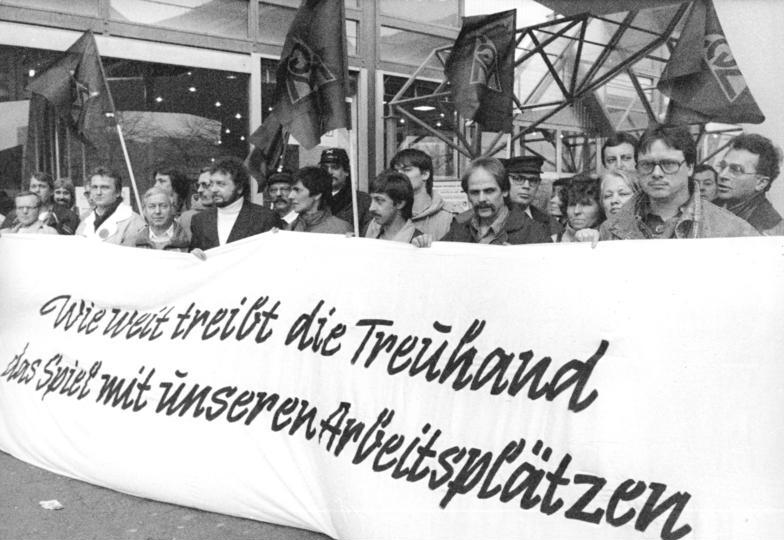
Stålarbetare protesterar mot THA.

Efter valsegern för Allianz Für Deutschland (Allians För Tyskland) påskyndades förhandlingarna om den ekonomiska unionen av båda tyska staterna. Första steget blev införandet av D-marken i DDR. Varje individ fick växla upp till 6 000 östtyska mark till kursen 1:1. Över det beloppet gällde en kurs på två östtyska mark mot en D-Mark. Andra steget blev införandet av den västtyska blandekonomin (på tyska även kallad för Soziale Marktwirtschaft [social marknadsekonomi]) i DDR. När både D-Mark och marknadsekonomi infördes i DDR den 1 juli 1990 utsattes den ineffektiva och svagt presterande östtyska ekonomin för en "Chockterapi" där företagen med sina föråldrade maskiner inte kunde konkurrera med sina produkter på världsmarknaden. Därtill kom att den alldeles för låga växelkursen mellan "Östmark" och D-Mark ledde till att de östtyska lönerna relativt sett steg för mycket i förhållande till företagens produktivitet. Med andra ord var lönerna för höga i relation till de relativt sett dåliga produkter som framställdes. SPD:s ordförande Oskar Lafontaine förutsåg redan då att den "hårda D-Marken" skulle bli ett problem för den östtyska ekonomin. Men tvärtemot den bistra verkligheten menade förbundskansler Helmut Kohl att "de nya förbundsstaterna" snart skulle förvandlas till "blomstrande landskap" och att ingen skulle få det sämre. I realiteten sjönk Östtysklands BNP med knappt 20% fram till slutet av 1990.

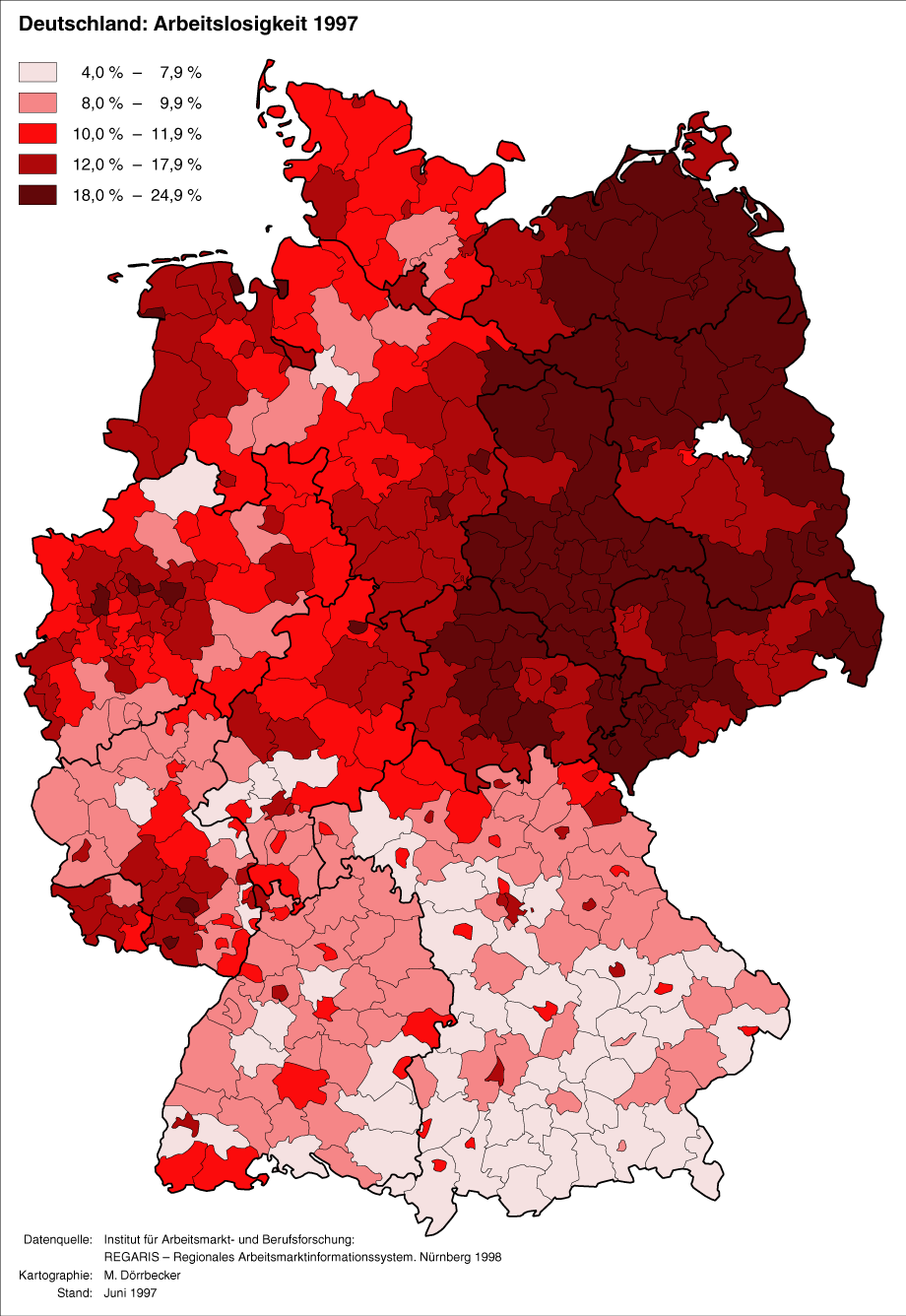
Arbetslöshet i väst och öst.

När marknadsekonomin introducerades i DDR skulle de östtyska företagen privatiseras via den nyskapade myndigheten Treuhandanstalt (THA) som fick i uppdrag att sälja cirka 13 000 statliga företag till privata köpare. För att hitta köpare fick Treuhand betala DDR-företagens gamla skulder som hade hopats fram till 1989, vilket betydde att privatiseringen kostade cirka 500 miljarder DM (cirka 1 500 miljarder SEK till dåvarande växelkurs). Försvararna till den snabba transformationen från planekonomi till marknadsekonomi menar att Treuhands investeringar åtminstone räddade några företag som annars heller inte hade överlevt. Kritikerna menar däremot att viljan till en snabb privatisering ledde till att THA sålde många företag alldeles för billigt. Vidare har det kritiserats att många medarbetare i Treuhand saknade företagsekonomisk utbildning och/eller erfarenhet. Därtill kom stora skandaler där enskilda individer hade köpt upp företag bara för att plundra dem på deras tillgångar. Försäljningarna skedde ofta också utifrån mer slumpmässiga aspekter. 1989-1991 sjönk sysselsättningen från 9 miljoner till 6,7 miljoner i Östtyskland, år 2005 nådde arbetslösheten drygt 20% i "de nya delstaterna".
För att fånga upp det ekonomiska sammanbrottet samt modernisera den föråldrade infrastrukturen i Östtyskland krävdes stora summor från Västtyskland ("de gamla förbundsstaterna"). Bara 1991 krävdes cirka 143 miljarder D-Mark (cirka 420 miljarder SEK i dåvarande växelkurs). Från 1990 till 2005 adderades återförenings kostnader till cirka 1 500 miljarder DM. Ändå tvekade det privata näringslivet att investera vilket ledde till att arbetslösheten i Östtyskland nådde 15 % i genomsnitt (i vissa regioner var den mycket högre än så).
"Aufbau Ost" skulle leda till en stadig ekonomisk tillväxt och varaktig sysselsättning, men dessa förhoppningar kunde inte infrias. De stora transfereringar från öst till väst ledde dessutom till missnöje hos västtyskarna medan östtyskarna fick en känsla av att ha blivit "andra klassens medborgare". En opinionsundersökning från 2009 visade att 57% av alla tillfrågade i "de nya delstaterna" anser att DDR hade fler positiva än negativa sidor. En undersökning från 2014 visade att drygt 40% av östtyskarna mellan 16 och 29 år fortfarande ser fler skillnader än gemensamheter mellan östtyskar och västtyskar. De största skillnaderna anses vara löner, pensioner och mentalitet. Av de tillfrågade ansåg samtidigt en klar majoritet att skillnaderna är större mellan nordtyskar och sydtyskar. En undersökning från sommaren 2014 visade att östtyskarna anser att DDR var bättre när det gäller det sociala trygghetssystemet, sjukvård, jämställdhet och skola. Däremot ansågs BRD vara överlägset när det gäller bland annat personlig frihet, möjligheten att resa och levnadsstandard.

## Det återförenade Tyskland (Sedan den 3/10 1990)

### Det första Förbundsdagsvalet i ett enat Tyskland
Den 2 december 1990 valde tyskarna för första gången efter 1932 ett demokratiskt parlament för hela Tyskland. Och även om arbetslösheten hade börjat öka i öst samtidigt som det blev alltmer uppenbart i väst att återföreningen skulle kosta mer än beräknat så kunde Helmut Kohls CDU övertyga väljarna med sin snabba och rättframma kurs mot återföreningen som hade fullbordats två månader innan valet. Kanslerkandidaten för Socialdemokraterna (SPD) Oskar Lafontaine var av uppfattningen att återföreningen skulle bli mycket svårare än Helmut Kohl utmålade det som, men i slutändan fann han inget gehör för sina manande ord. Med knappt 44% vann CDU valet, även om den riktigt store vinnaren egentligen blev FDP med toppkandidaten Hans-Dietrich Genscher som fick elva procent av rösterna. SPD fick nöja sig med 33,5%. Genom en särskild regel satte Bündnis 90 och PDS med i förbundsdagen fastän de inte hade lyckats övervinna femprocentspärren i hela Tyskland. Högsta domstolen hade innan valet bestämt att det räckte att övervinna femprocentsspärren i antingen Väst- eller Östtyskland, vilket båda partierna klarade i Östtyskland.

### Växande högerextremism

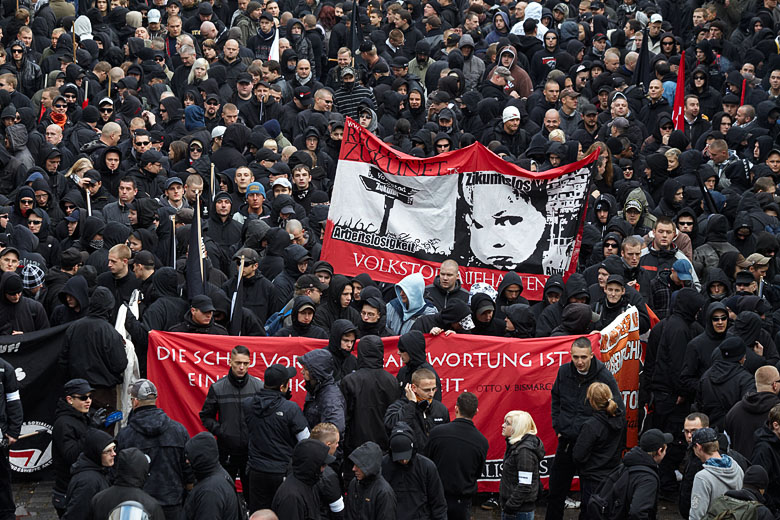
Högerextrem demonstration i Leipzig (2009).

I "de nya förbundsstaterna" utvecklades en stark högerextremistisk scen strax efter murens fall. Flyktingströmmar från f.d. Sovjet samt senare från Jugoslavien utnyttjades av de högerextrema för att propagera för sin sak. Småstäder som Hoyerswerda, Solingen och Mölln blev kända för högerextremistiska anslag mot flyktingförläggningar. Medan hundratusentals människor organiserade kedjor med levande ljus som ett tecken på solidaritet för de asylsökande reagerade Förbundsdagen på flyktingströmmarna genom att begränsa asylrätten. Bland högerextrema partier hade både DVU och Die Republikaner större framgångar i västtyska förbundsstatsval innan DVU sedan 1998 även i Östtyskland började få större medhåll vilket kan förklaras genom den växande arbetslösheten som uppstod efter övergången från plan- till marknadsekonomi.

### Kohls sista seger
1994 hade Helmut Kohl redan förlorat mycket av sin glans. "Blomstrande landskap" uppstod aldrig i Östtyskland och kostnaderna för återföreningen exploderade. Men SPD kunde inte utnyttja situationen eftersom den tilltänkte kanslerkandidaten Björn Engholm hade avgått efter en skandal om Barschelaffären och den valde kandidaten Rudolf Scharping hade efter en maktkamp med Oskar Lafontaine och den unge Gerhard Schröder inte hela partiet bakom sig. SPD hade ett försprång på våren '94 som minskade mer och mer. Till slut vann Helmut Kohl igen med drygt 41% mot Socialdemokraternas dryga 36%. Därmed kunde Kohl fortsätta fyra år till med sin gamla koalitionspartner FDP.

### "Wehrmachtsausstellung"

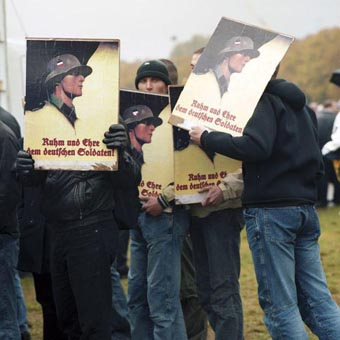
Nynazister protesterar mot "Wehrmachtsutställningen".

Bredvid den officiella politiken utvecklades en kontroversiell diskussion om den tyska arméns roll under andra världskriget i mitten av 1990-talet. Början tog diskussionen med utställningen Vernichtungskrieg. Verbrechen der Wehrmacht 1941-1944 som visades i 34 städer och som tematiserade arméns roll i förintelsen, kriget mot den östeuropeiska civilbefolkningen och den grasserande rasism samt antisemitism bland soldaterna. Bland den oförberedda offentligheten fanns det först medhåll om utställningens tes innan det från konservativt håll (exempelvis Frankfurter Allgemeine Zeitung) yttrades kritik och där man påstod att det i huvudsak var SS som stod för tyskarnas brott och att sovjetiska partisaner hade bidragit till att eskalera kriget på "östfronten". Utanför de akademiska kretsarna var det dels nynazister som anklagade utställningen för att vara en "antitysk skamutställning" och dels gamla krigsveteraner som protesterade mot utställningen. Men i slutändan lyckades utställningen att medvetandegöra offentligheten om att den tyska arméns erövringar var en avgörande förutsättning för nationalsocialismens brott.

### Från Kohl till Schröder

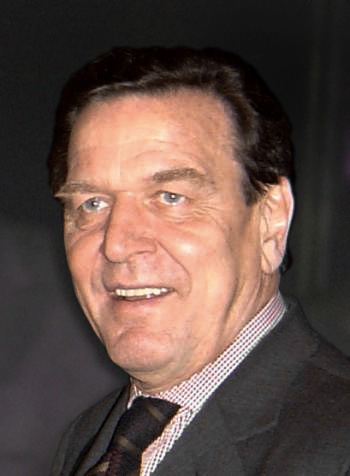
Gerhard Schröder.

Valet 1998 började för CDU under dåliga förtecken som med Helmut Kohl hade samma kandidat som de föregående valen. SPD korade Gerhard Schröder till sin kandidat som i motsatsen till vänsterfalangen kring Oskar Lafontaine pratade om den "nya mitten" och mer om ekonomisk kompetens istället för social rättvisa. Schröders slogan att inte göra allting annorlunda men mycket bättre lät en del väljare undra om SPD var ett mittenparti eller ett parti till vänster. Med kanppt 41 % blev partiet störst den 27 september 1998 men De Gröna hade fått ett något sämre resultat eftersom deras valkampanj överskuggades av en diskussion om en ekologisk skatt på fem D-Mark (cirka 25 SEK) på en liter bensin. Men deras 6,7 % räckte tillsammans med SPD för att bilda en koalitionsregering som avslutade Helmut Kohls tid som förbundskansler efter 16 år.
Under Tysklands första röd-gröna regering deltog förbundsrepubliken för första gången i ett krig utomlands när Bundeswehr beordrades till Kosovo. Att just de pacifistiska gröna röstade för kriget utlöste en kontroversiell debatt inom partiet där utrikesminister Joschka Fischer jämförde händelserna i Kosovo med Auschwitz när han sa: "Av historien har jag inte bara lärt mig: aldrig mera krig. Utan också: aldrig mera Auschwitz." De som inte ställde sig bakom kriget misstänkliggjordes att göra gemensam sak med den serbiske diktatorn Milosevic. I elva veckor attackerade NATO-flygplan serbiska mål och städer som dock förvärrade den humanitära situationen i landet. Först när Ryssland sa upp sin allians med Serbien gick Milosevic med på att släppa Kosovo. För utrikesminister Fischer ledde Kosovokriget även till en personlig incident när han träffades av en påse fylld med röd färg som skadade hans trumhinna.

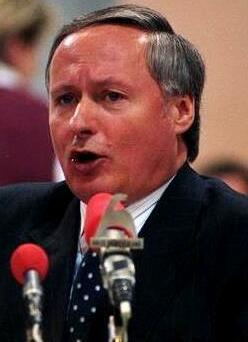
Oskar Lafontaine.

Inom regeringen skedde den största förändringen när finansminister Oskar Lafontaine avgick utan förvarning. Orsaken sägs vara att Gerhard Schröder gav sig imagen av en näringslivsvänlig kansler medan Lafontaine mer strävade efter en ekologisk och social omfördelningspolitik. Med Lafontaines avgång förlorade SPD-vänstern sin ledarfigur och stärkte den näringslivsvänlige falangen runt Gerhard Schröder. Börskurserna steg med flera hundra poäng på bara en dag. Finansministerns plötsliga slut betydde även att förhoppningar om en mer keynesiansk politik (det vill säga en politik där staten tar en mer aktiv roll i ekonomin) begravdes. I fortsättningen attackerade han Schröderregeringens "högersväng" medialt och var en av grundarna till Die Linke på 2000-talet.
Efter Bundeswehrs deltagande i sitt första krig utomlands och finansministerns avgång avslutades det turbulenta året 1999 med en stor skandal när det blev känt att Helmut Kohl hade gömt miljontals D-Mark på ett hemligt konto under sin tid som förbundskansler. De svarta pengarna hade använts för att finansiera bland andra CDU:s valrörelser. Kohl vägrade att ange varifrån pengarna hade kommit och förlorade sin titel som partiets hedersordförande. Men även andra drogs med i skandalen så som den tilltänkte kanslerkandidaten Wolfgang Schäuble som fick avgå. Skandalen blev den stora chansen för Helmut Kohls mångåriga påläggskalv Angela Merkel. Hon bröt radikalt med Kohl och anklagade honom för att ha skadat partiet. Därmed anslog hon en ton hos kristdemokraternas gräsrötter vilket påskyndade hennes karriär.

### Agenda 2010

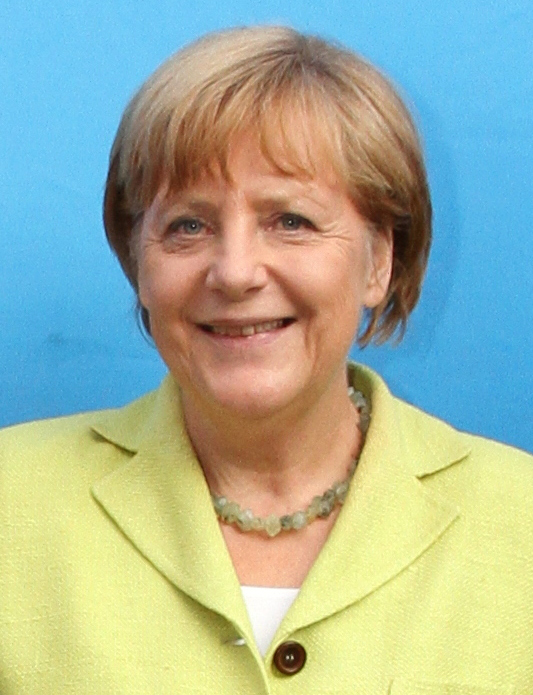
Angela Merkel.

Arbetslösheten fortsatte att öka under den röd-gröna regeringen och nådde fem miljoner. Men den upptrappade Irakkrisen där Schröder klart och tydligt sa nej till krig och en översvämningskatastrof i Östtyskland i augusti 2002 framställde SPD-mannen som en arbetsmyra som till slut vann valet mot Edmund Stoiber. Stoiber, tillhörande CDU:s bayerska systerparti CSU, ledde länge i mätningarna tills valresultatet morgonen efter valet visade på ett lätt försprång för SPD. De Gröna hade ökat med knappt två procentenheter sedan '98 och så kunde de röd-gröna bilda regering i en mandatperiod till. Stoibers nederlag blev också en seger för Angela Merkel som efter valet blev CDU:s kanslerkandidat.
Efter segern försökte Gerhard Schröder att minska arbetslösheten genom förändringar som innebar att minska a-kassan, införa minijobb, lätta på turordningsreglerna, osv. Hela paketet blev känt under begreppen Hartzreformerna och Agenda 2010. Reformerna identifierades av många socialdemokrater och arbetare som nyliberala vilket ledde till att SPD förlorade flera förbundsstatsval i rad. När partiet förlorade i det folkrikaste förbundslandet Nordrhein-Westfalen utlyste Schröder nyval sommaren 2005. Under valkampanjen blev Agenda 2010 svår att hantera och kostade Schröder en del röster. Dock var Merkel som CDU-kandidat inte ett jättestarkt kort. Dels för att hon i grund och botten höll med om Schröders reformer men även för att hennes plan om en "platt skatt" och att höja momsen inte gick hem hos väljarna. Samtidigt dök det upp ett nytt alternativ till vänster om SPD: nybildade Die Linke som var en sammanslagning av gamla PDS och WASG som hade bildats av socialdemokrater som hade varit besvikna över Schröders Agenda 2010. Det nya vänsterpartiet fick knappt 9% och förhindrade därmed en majoritet för de röd-gröna som fick cirka 42 % tillsammans. Men eftersom CDU samtidigt fick blott drygt 35 % procent räckte det heller inte för att bilda en koalition med sin favoritpartner FDP. Därmed slutade valet med en "stor koalition" bestående av SPD och CDU med Merkel som förbundskansler.
Men även om Schröders regering upphörde efter valet 2005 förblev Agenda 2010 ett av de mest aktuella ämnena i den politiska debatten där agendans försvarare pekar på att arbetslösheten har sjunkit från fem till knappt tre miljoner medan kritikerna betonar att den sociala ojämlikheten har ökat genom att allt fler har hamnat i låglönejobb där lönen är så låg att den måste kompletteras med socialbidrag ("Hartz IV"). 2012 var det cirka 4,5 miljoner människor som fick någon form av socialbidrag. I ett större perspektiv är det återföreningen i sin helhet som fortfarande är olöst, trots att cirka 1 800 miljarder € (= cirka 18 000 miljarder SEK) har gått från väst till öst.

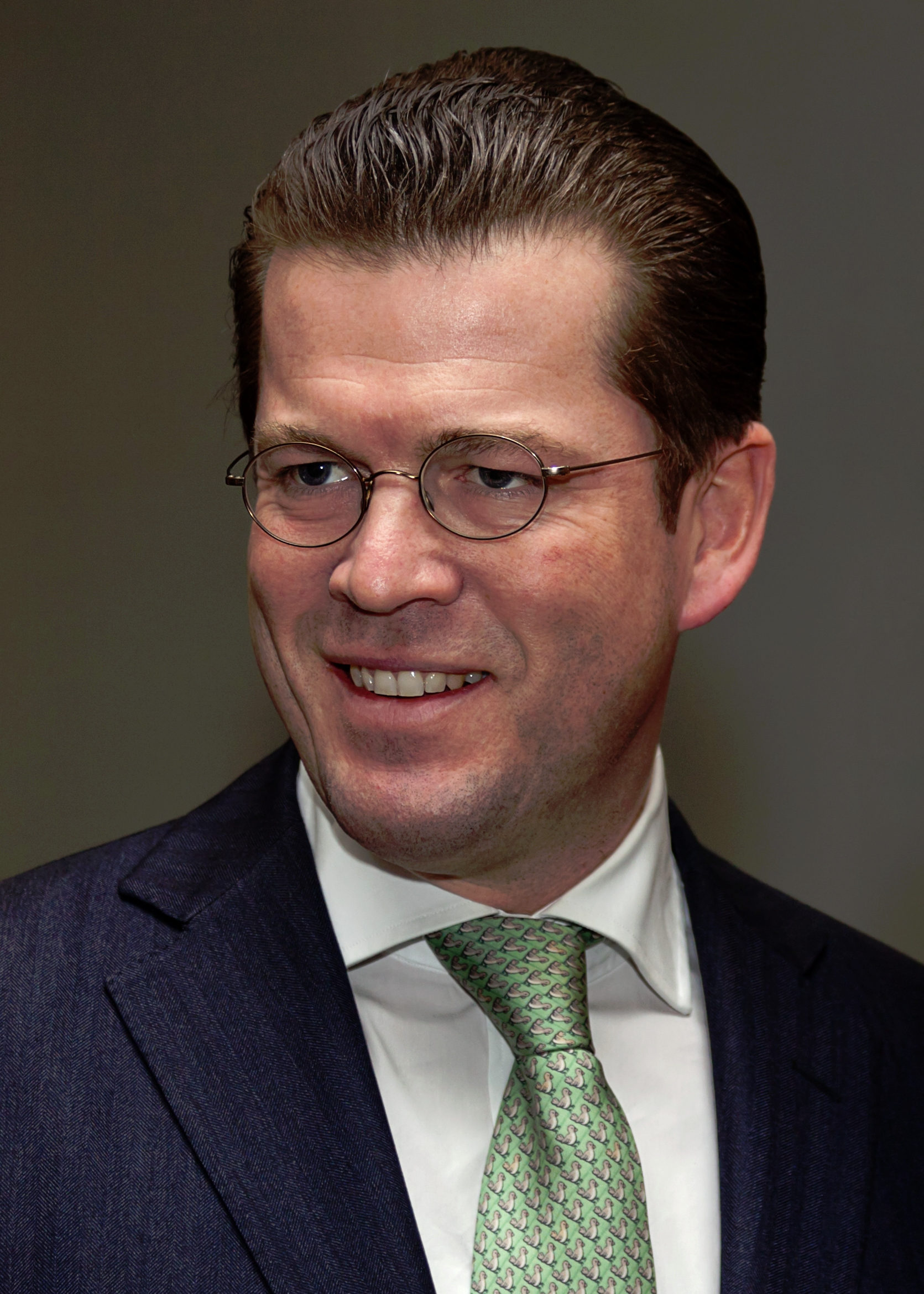
Karl-Theodor Freiherr von und zu Guttenberg.

Valet 2009 började under dåliga förutsättningar för den stora koalitionen. Finanskrisen hade precis svept över landet. Men regeringens försök att lösa krisen gick inte hem hos väljarna. Merkel fick med knappt 34 % det näst sämsta resultatet sedan 1949, men eftersom FDP fick knappt 15% kunde Merkel fortsätta som förbundskansler och bildade en regering tillsammans med liberalerna. För socialdemokraterna blev valet en katastrof som fick ca 23 %, uppenbarligen hade SPD tappat många väljare till Die Linke som fick knappt 12 %. Tittar man på valet i sin helhet var det anmärkningsvärt att både CDU och SPD numera bara samlade ca 56 % av rösterna, en tydlig nedgång jämfört med valet 1976 när båda partierna hade fått drygt 91 % av rösterna.
En större skandal vållades av det politiska stjärnskottet Karl-Theodor zu Guttenberg som 2009 hade blivit statsråd i den stora koalitionen och som snabbt hade blivit den mest populära politikern. Guttenbergs fall blev hans doktorsarbete som innehöll talrika kopierade plagiat från andra arbeten utan källhänvisningar. Hade "KT" först förnekat plagiaten så visade sammanställningen av många internetanvändare att arbetet till stora delar var kopierat från andra källor. Som en konsekvens fråntogs Guttenberg doktorstiteln. Och även om Merkel in i det sista försökte hålla fast vid honom så bad försvarsministern till slut själv om att bli entledigad från sin post. Anmäkrningsvärt var också att skandalen uppdagades genom fenomenet "Crowdsourcing" där hundratals internetanvändare samarbetade via internetplattformen "Guttenplag-Wiki" för att hitta de plagierade ställen i Guttenbergs arbete.

### En ny nationalistisk våg

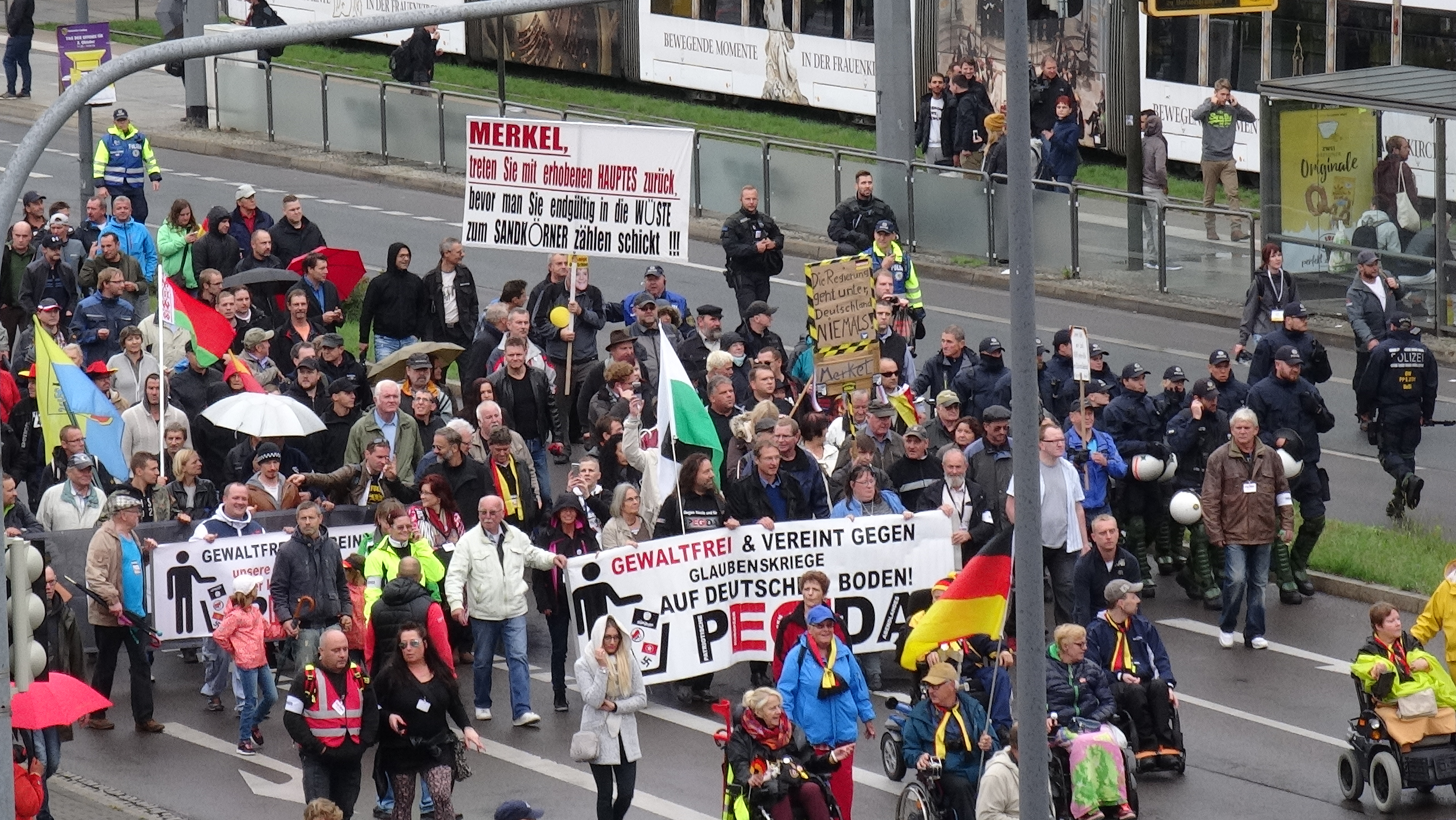
Pegidademonstration i Dresden (Sachsen).

2010 började Eurokrisen i Grekland där långivarna krävde tillbaka sina lånade pengar vilket gjorde att euroländerna med Tyskland i spetsen utfärdade nya garantier för att ge Grekland möjligheten att ta nya lån. Därmed ville man även rädda euron som valuta i sin helhet. Dessa garantier ledde till kritik bland vissa ekonomer i Tyskland vilket var en viktig orsak bakom bildandet av partiet Alternative für Deutschland (AfD) våren 2013 som vände sig emot eurons räddning. Valet till Förbundsdagen hösten 2013 slutade med 4,7% av rösterna och därmed misslyckades AfD att övervinna femprocentsspärren. Samtidigt ökade flyktingströmmarna till Tyskland som nådde sin höjdpunkt 2015 med drygt en miljon människor som passerade den tyska gränsen. 2014 bildades gruppen Pegida (Patriotische Europäer gegen die Islamisierung des Abendlandes = patriotiska européer mot västerlandets islamisering) som demonstrerade mot en befarad "islamisering" av Tyskland. Känslan hos vissa samhällsgrupper, att flyktingarna skulle prioriteras framför andra samhällsproblem, såg en del statsvetare som en orsak bakom att AfD skördade stora framgångar i förbundsdagsvalet 2017 och blev det tredje största partiet. I vissa delar av Tyskland, som t.ex. Sachsen och södra Brandenburg, har AfD blivit det största eller det näst största partiet. Områden som domineras av hög arbetslöshet och fattigdom är också de områden där AfD har haft sina största framgångar. Men även om arbetslösa är överrepresenterade bland AfD-rösterna så räcker inte det för att förklara hela partiets framgång; partiet är även starkt bland anställda, arbetare och pensionärer som ser pessimistiskt på framtiden.
Den tilltagande främlingsfientligheten har även fått våldsamma uttryck, som gruppen Nationalsozialistischer Untergrund som var aktiv 1996–2011 och som är ansvarig för flera bombattentat, bankrån och mord på bland andra nio småföretagare med invandrarbakgrund. Gruppen hade rötter i Jena (Sachsen), där Beate Zschäpe, Uwe Mundlos och Uwe Böhnhardt växte upp i en högerradikal miljö som ledde till bildandet av gruppen. Misstag hos polisen och säkerhetstjänsten gjorde att gruppen identifierades och lamslogs först 2011.

### Merkel fortsätter i makten
Merkel fortsatte som förbundskansler efter valet 2009, men då istället som ledare för en koalition mellan CDU/CSU och FDP.
Efter att FDP gick tillbaka starkt och åkte ur förbundsdagen vid valet 2013, bildades åter en storkoalition med CDU/CSU och SPD i regeringsställning i december 2013, då Angela Merkel också valdes om för sin tredje period som förbundskansler.
Valet till den 19:e förbundsdagen hölls 24 september 2017. FDP kom då tillbaka i förbundsdagen och AfD (Alternative für Deutschland) kom in som nytt parti. I mars 2018 träffades ett avtal om en ny storkoalition med CDU/CSU och SPD, och den 14 mars valdes Angela Merkel om för sin fjärde period som förbundskansler. I november 2018 anmälde Merkel att hon inte kommer att kandidera i sitt partis ordförandeval och inte söka sin femte mandatperiod som förbundskansler.

### Merkels era över
Valet till förbundsdagen hölls 26 september 2021. Socialdemokraterna SPD blev Tysklands största parti med 25,7 procent av väljarstödet. Tätt efter kom Kristdemokraterna CDU som tillsammans med systerpartiet CSU fick 24,1 procent av rösterna. De gröna hade 14,8 procent och var tredje största parti. Högernationalistiska partiet AfD minskade till 10,5 procent. Valet resulterade i förhandlingar om en så kallad trafikljuskoalition med socialdemokraterna (rött), liberalerna (gult) och De gröna (grönt). Socialdemokraten Olaf Scholz ledde förhandlingarna. I december 2021 blev socialdemokraten Olaf Scholz Tysklands förbundskansler.